# 제벨 아크다르 (리비아)

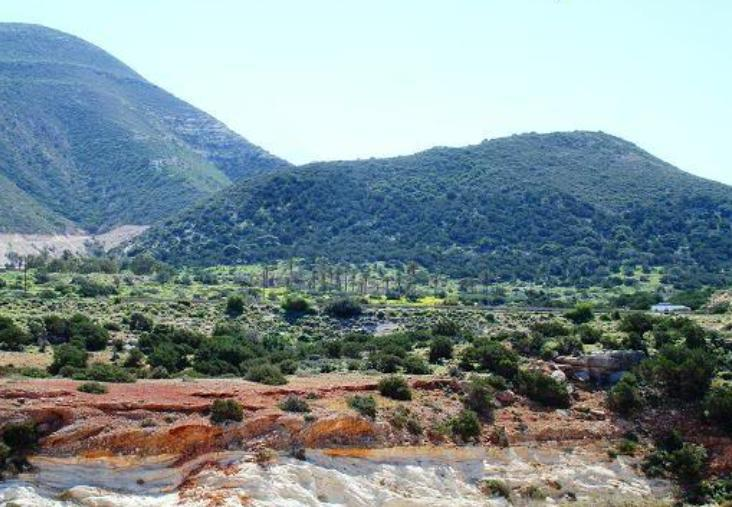
알자발 알아크다르 (리비아)

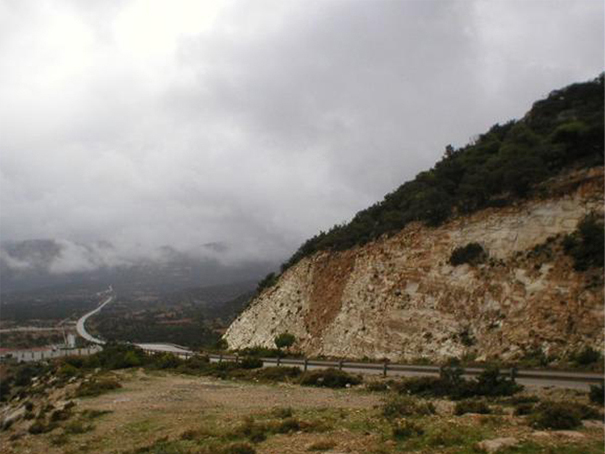
제벨 알아크다르는 리비아에서 가장 습한 지역이다. 연간 강수량은 평균 400~600mm이다.

제벨 알아크다르(아랍어: الجبل الأخضر al-Jabal al-Akhḍar ar, 이탈리아어: Gebel el-Achdar, 영어: The Green Mountain)는 리비아 북동부에 있는 울창한 숲이 우거진 비옥한 고원 지역이다. 현대 샤비야 또는 구역인 데르나, 자발 알아크다르, 마르지에 위치한다.

## 지리
제벨 알아크다르는 여러 계곡과 와디에 의해 끊어진 해발 900 미터 (3,000 ft) 높이의 산 고원으로 이루어져 있다. 서쪽으로는 시드라만, 동쪽으로는 레반트 분지를 끼고 지중해로 북쪽으로 뻗어 있는 반도의 북서부를 형성한다. 벵가지에서 동쪽으로 데르나 동쪽까지 약 330 킬로미터 (210 mi) 동안 해안을 따라 뻗어 있다. 침식과 퇴적 작용으로 인해 고원은 때때로 해안에서 최대 16 킬로미터 (9.9 mi)까지 떨어져 있지만, 곶에서는 절벽을 이룬다. 고원의 최종 융기와 융기는 마이오세에 완료되었다.
이 지역은 리비아에서 몇 안 되는 숲이 우거진 지역 중 하나이며, 리비아 전체로 보면 지구상에서 산림이 가장 적은 나라 중 하나이다. 제벨 알아크다르는 리비아에서 가장 습한 지역으로, 연간 600 밀리미터 (24 in)의 강수량을 받는다. 높은 강수량은 이 지역의 넓은 숲에 차마리를 포함하게 하며, 리비아와 같은 건조한 나라에서는 드물게 풍부한 과일, 감자, 곡물 농업을 가능하게 한다. 제벨 알아크다르 안팎에서는 낙타, 염소, 양이 방목되며 목축업자들은 유목 생활을 하는 경향이 있다.

## 식생

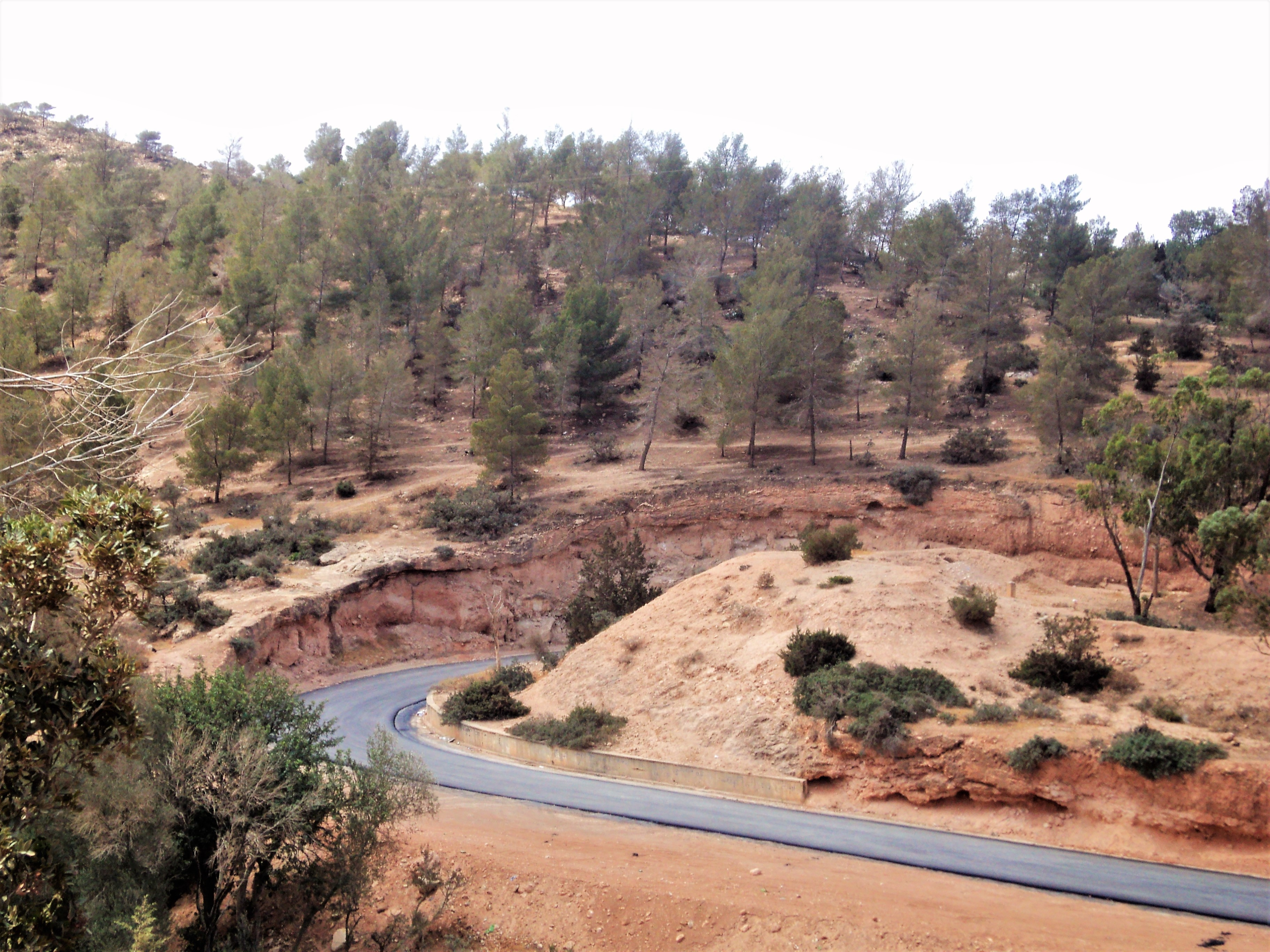
아크다르 산맥의 알바쿠르 급경사면에 드문드문 숲이 우거진 지역

리비아 대부분 지역의 건조한 기후와는 현저하게 대조적으로, 이 지역에는 총 3200km2에 달하는 숲이 우거져 있지만, 원래 숲의 약 3분의 1은 이미 농경지로 만들기 위해 파괴되었다. 숲 외에도 넓은 마키스와 스텝과 같은 식생 지역도 있다. 대표적인 마키스 종으로는 페니키아 노간주나무(Juniperus phoenicea), 매스틱나무(Pistacia lentiscus), 케르메스 참나무(Quercus coccifera), 캐롭나무(Ceratonia siliqua) 등이 있다. 더 건조한 스텝과 같은 지역에서는 가지 아스포델(Asphodelus ramosus), 가시 찔레(Sarcopoterium spinosum), 흰 쑥(Artemisia herba-alba)이 우세하다.
리비아 토착 식물 종의 절반 이상이 제벨 알아크다르에서 발견되며, 이 중 7종은 이 지역에서만 발견된다: Arbutus pavarii, Arum cyrenaicum, Bellis sylvestris var. cyrenaica, Cyclamen rohlfsianum, Cynara cyrenaica, Onopordum cyrenaicum 및 Romulea cyrenaica.

## 역사

### 고대

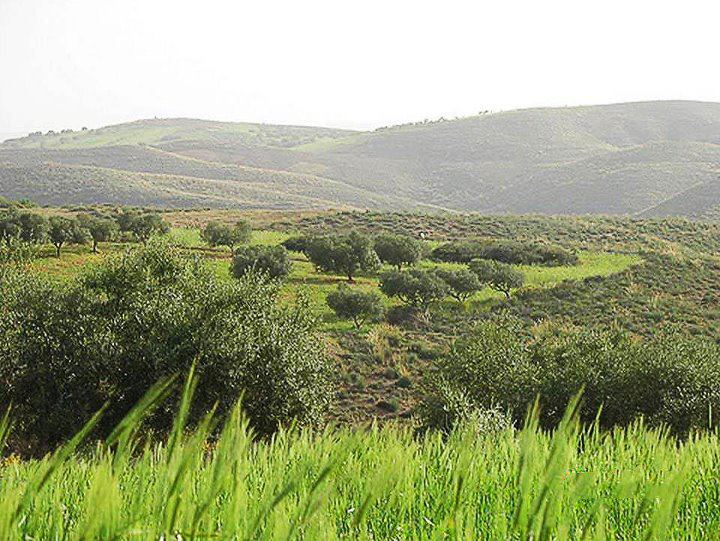

이집트 신왕국 시대에 작성된 문서에 따르면 서쪽에는 도시에서 살고 풍부한 가축을 소유한 금속 노동자들이 많이 살고 있었다고 기록되어 있다. 이러한 "리비아인"이 살았던 유일하게 그럴듯한 장소는 제벨 알아크다르이다.
고대 그리스 식민지 키레네는 제벨 알아크다르의 무성한 계곡에 위치했으며, 유적이 남아 있다. 기원전 600년경 그리스인들이 이 푸른 계곡에 식민지를 건설하면서 제벨 알아크다르에 농업을 도입했다.

### 이탈리아 점령
이탈리아 점령 기간 동안 이 산들은 농업에 유망한 지역으로 확인되었고 많은 이탈리아인들이 1930년대에 이곳으로 이주했다. 이 정착은 제2차 세계 대전 중 중단되었고 마을과 농장은 버려졌으며 나중에 리비아인들이 재점령했다. 이 산맥은 제2차 세계 대전 동안 영연방군과 추축군 간의 주요 전투 장소였다.

### 해방
리비아의 지도자 오마르 무크타르는 이 울창한 산악 지역을 이용하여 20년 이상 이탈리아의 리비아 식민지화에 저항했다.

## 유명 인물
- 마브루카 알타비바, 산파

## 갤러리

### 풍경

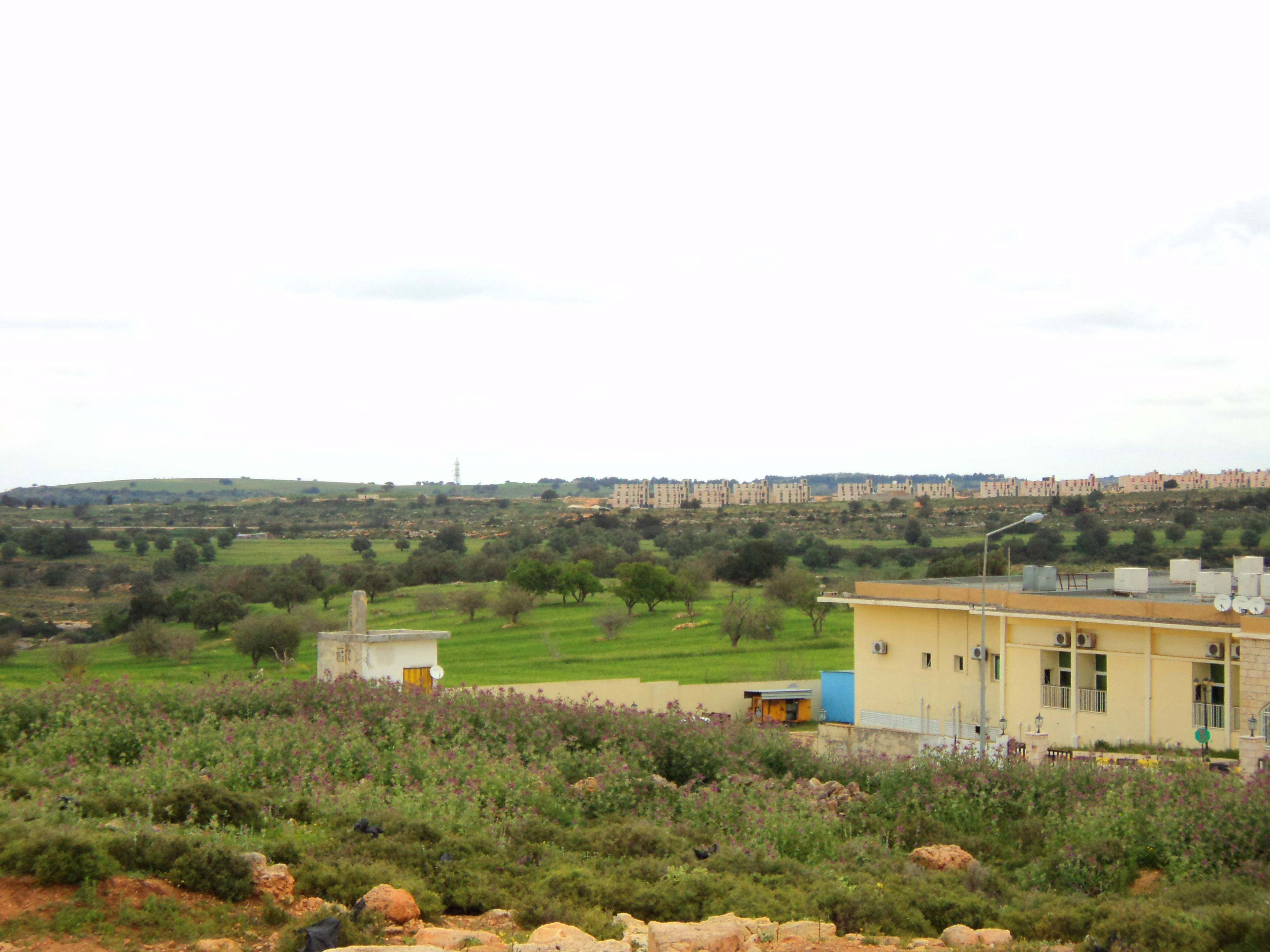
제벨 알아크다르 중앙 근처 (틀:베이다 외곽)
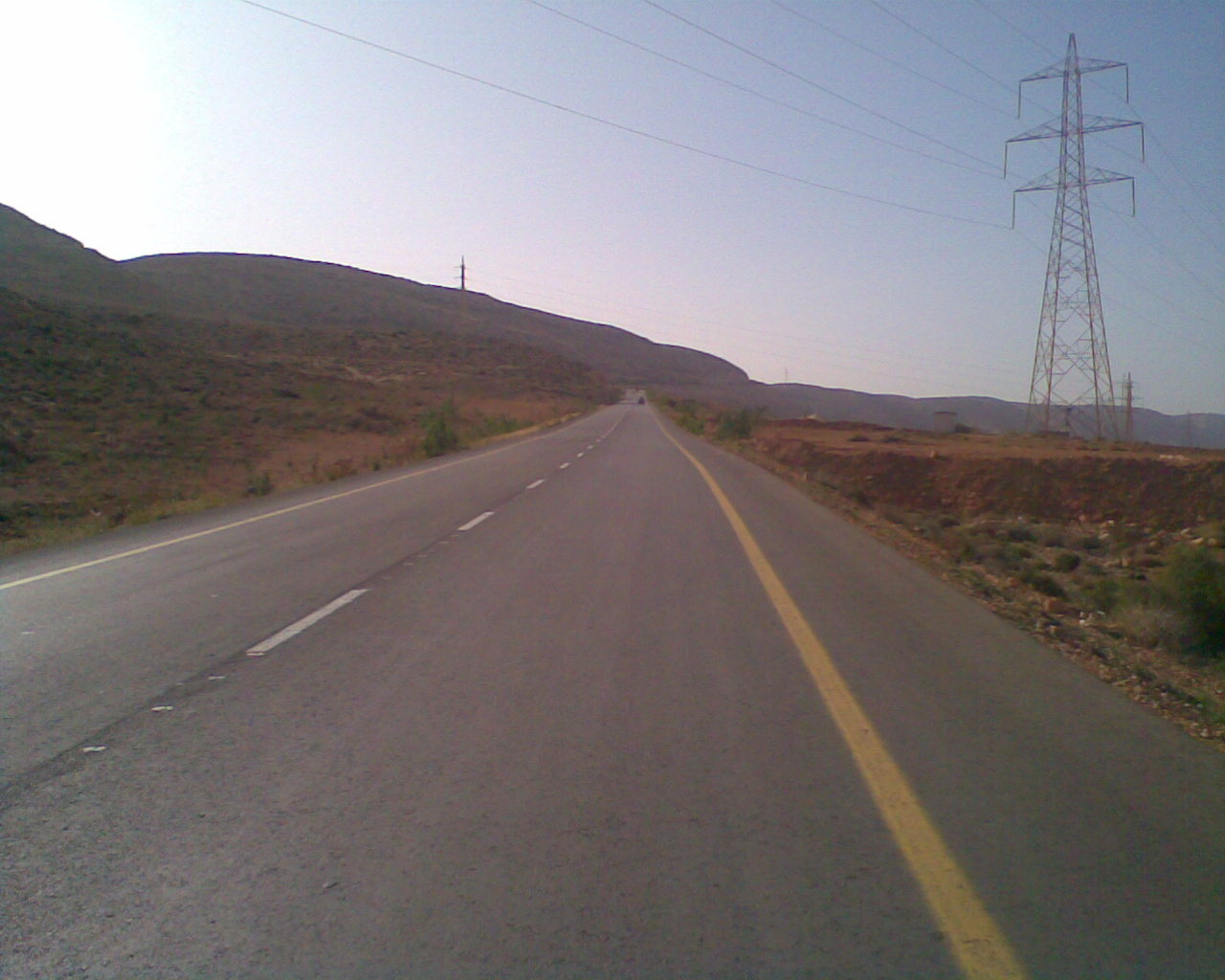
제벨 알아크다르 동쪽 끝 (틀:데르나 근처)
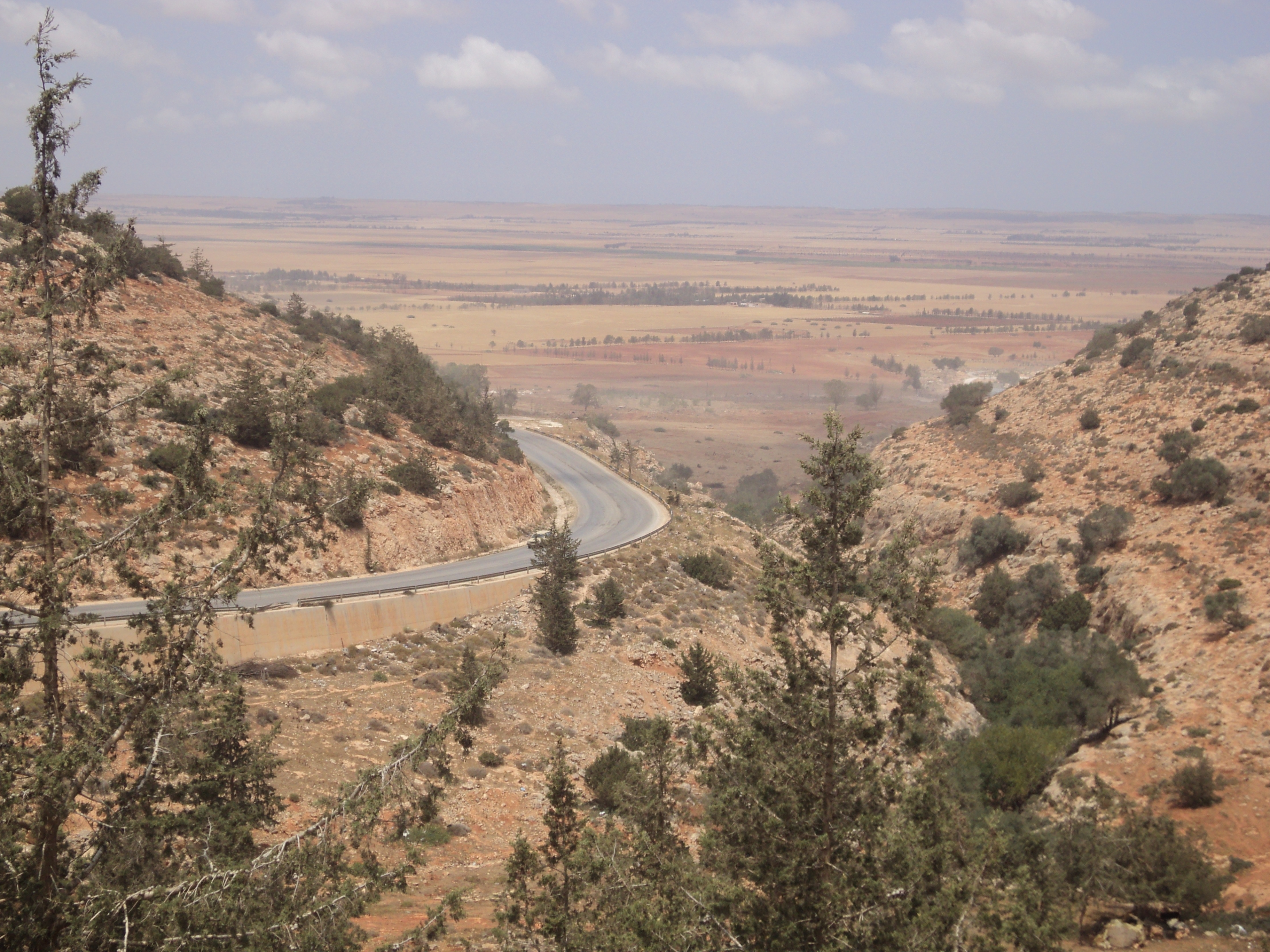
마르지 급경사 지역
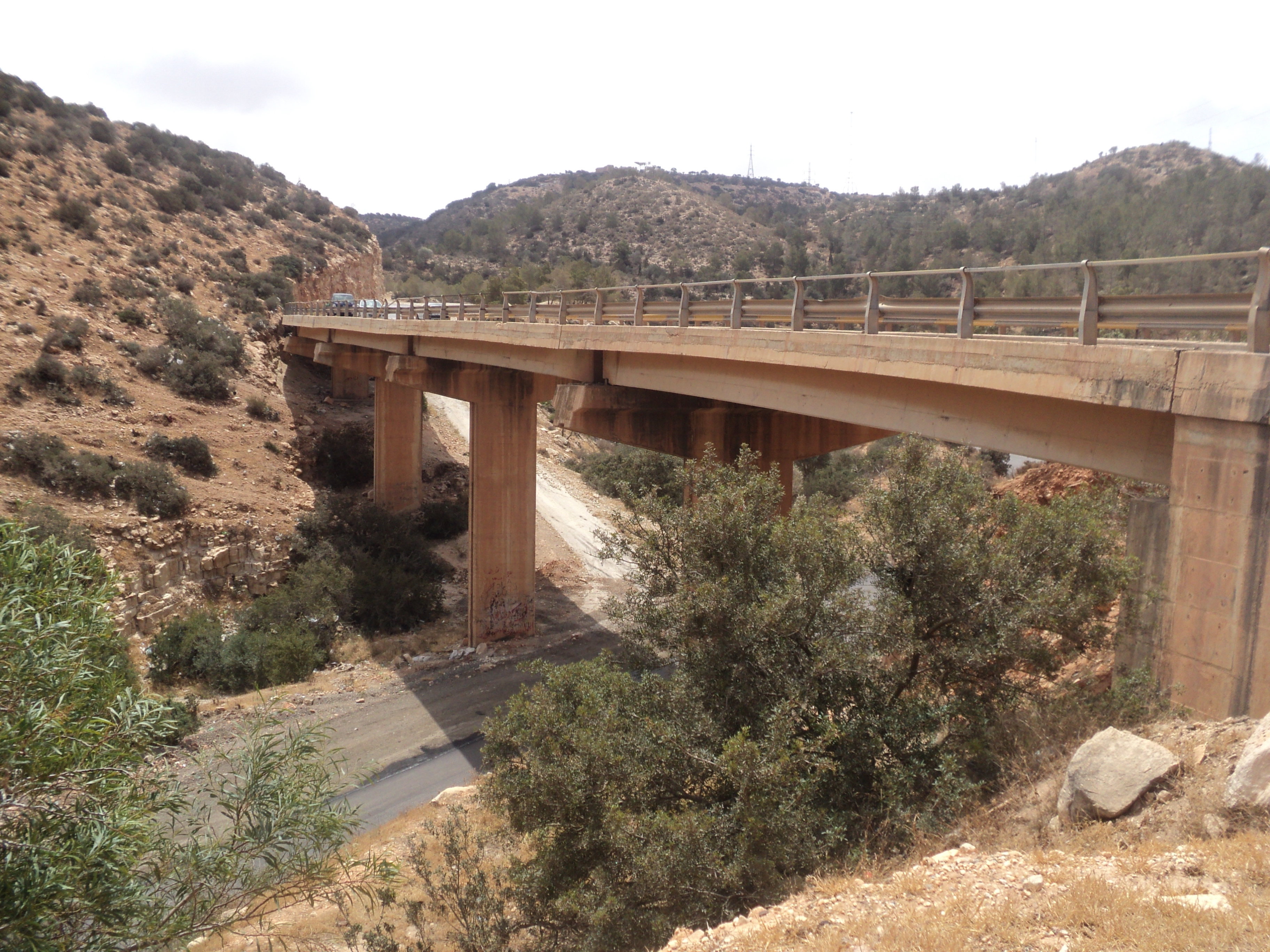
알바쿠르 급경사 지역
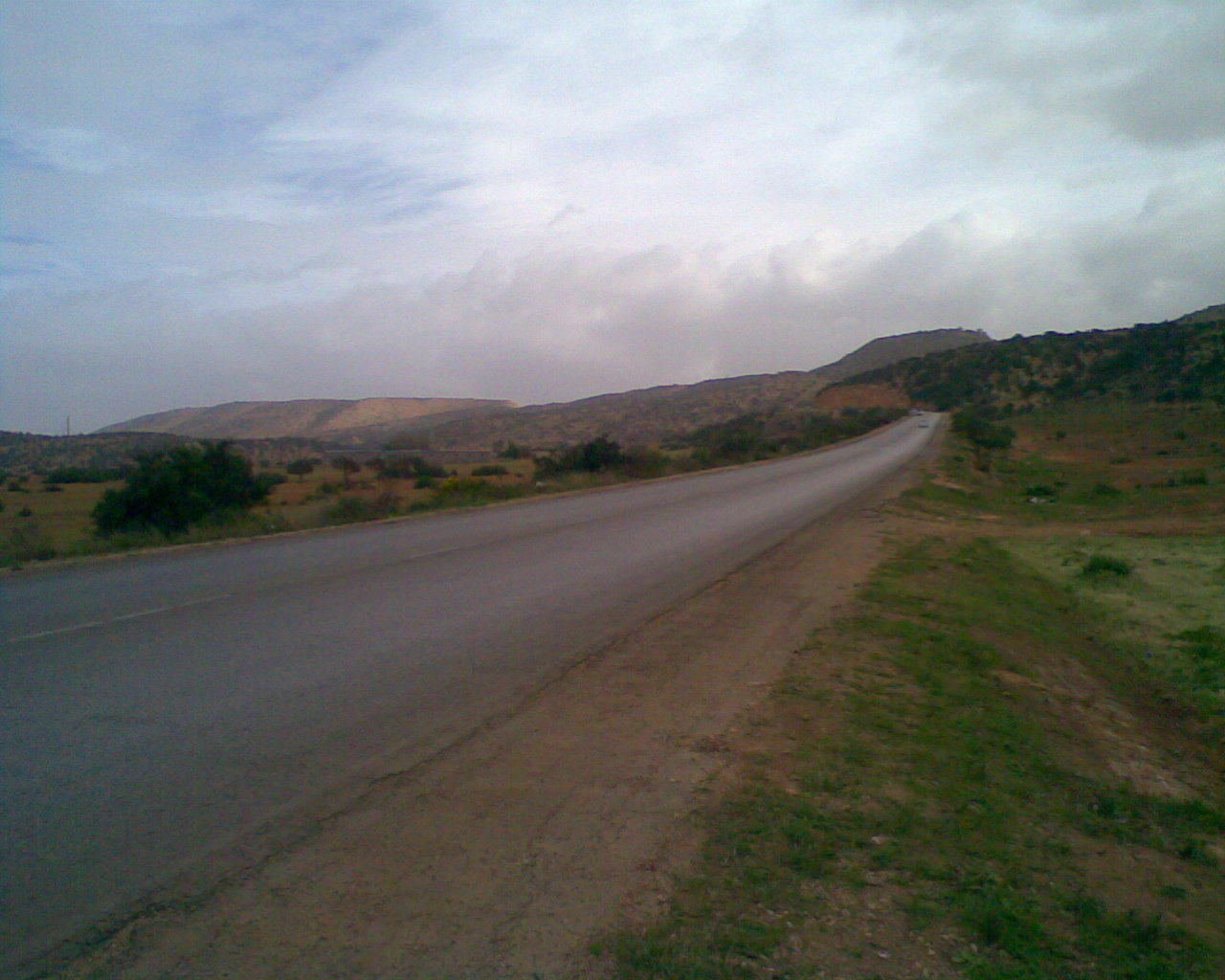
제벨 알아크다르 서쪽 끝, 타우케이라 근처의 알바쿠르
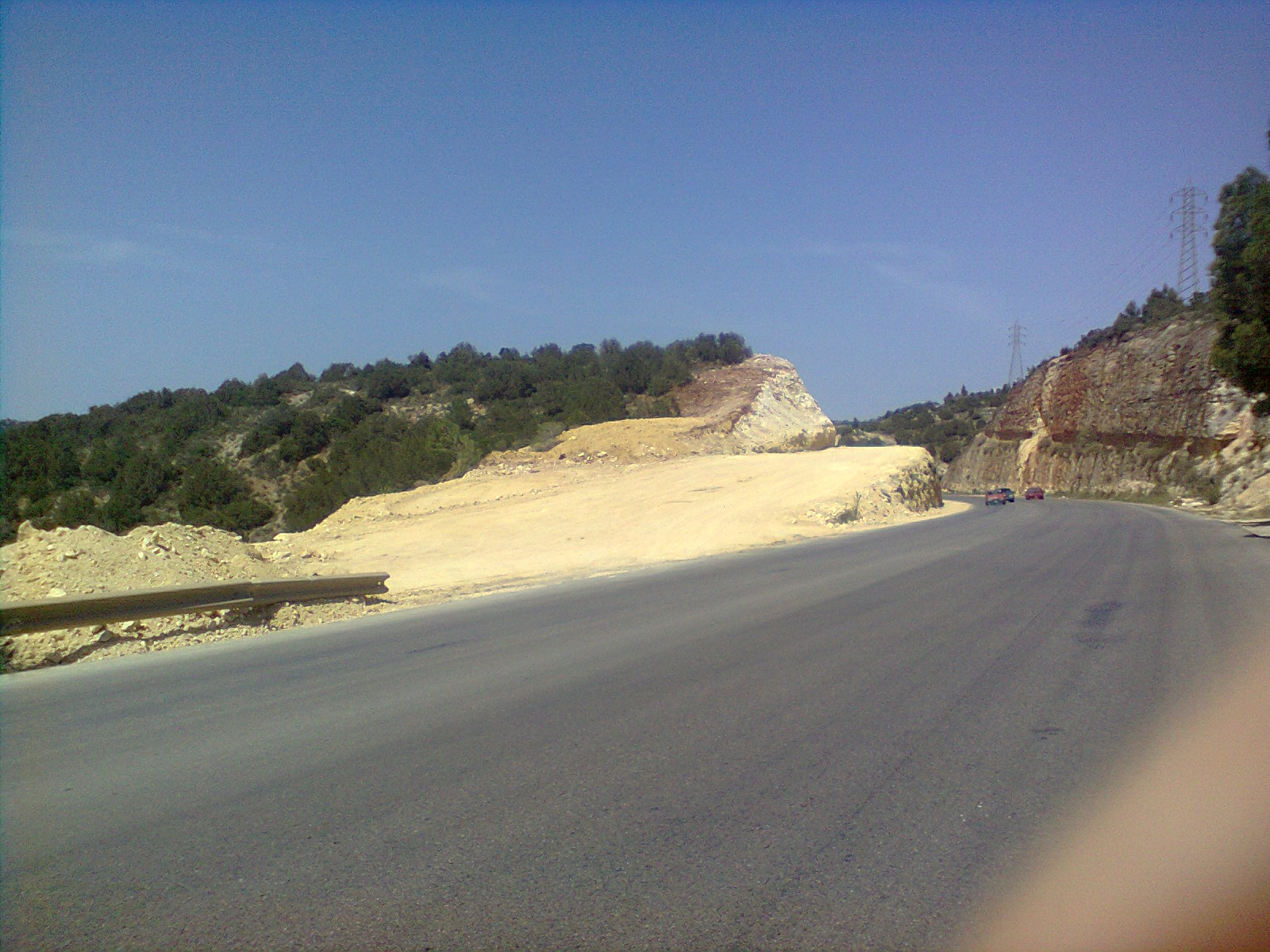
제벨 알아크다르의 탈산림화로 인해 발생할 수 있는 심각한 토양 침식 사례 (와디 엘 쿠프 다리 근처)

### 식물상

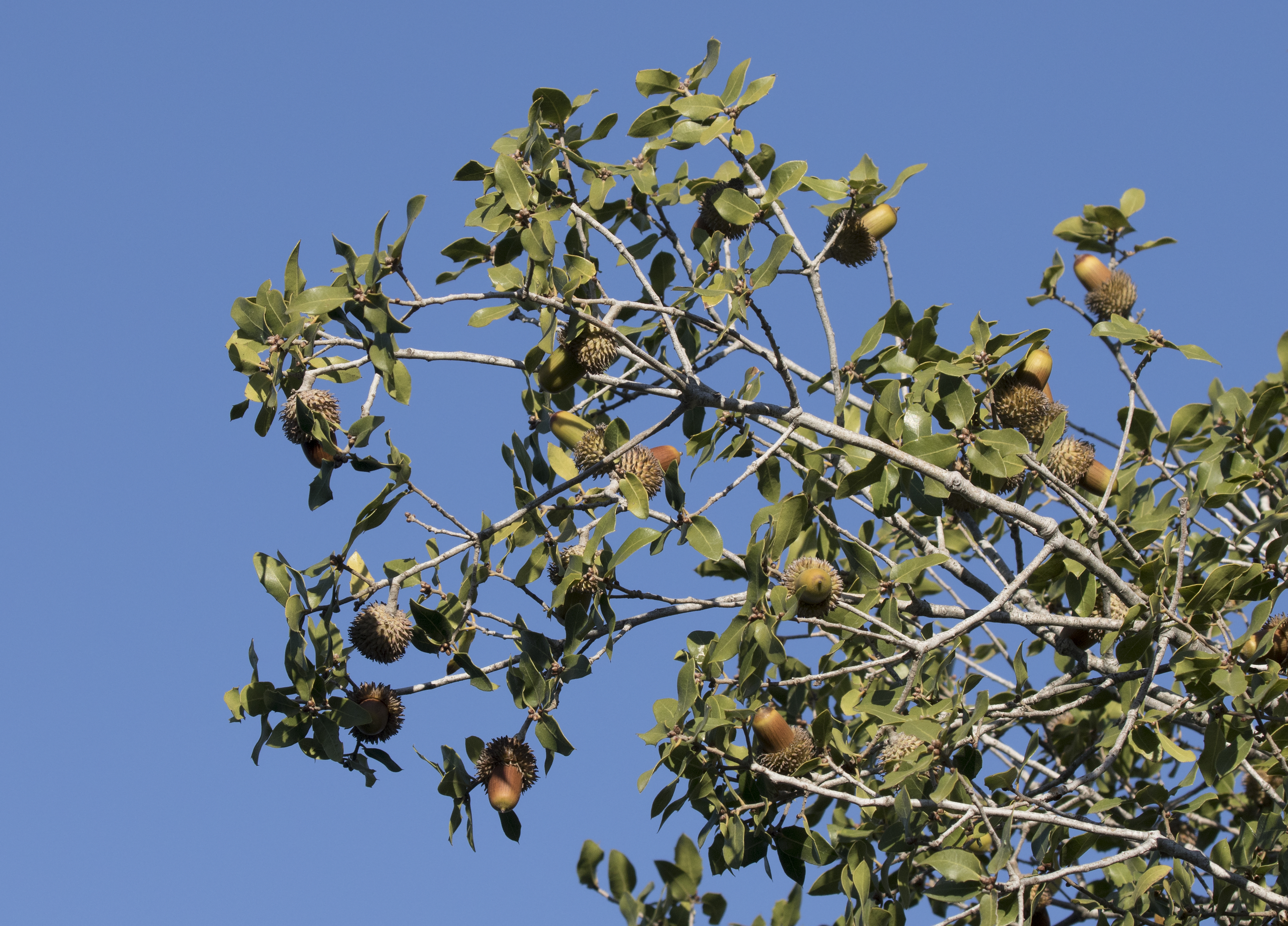
케르메스 참나무 (참나무과)
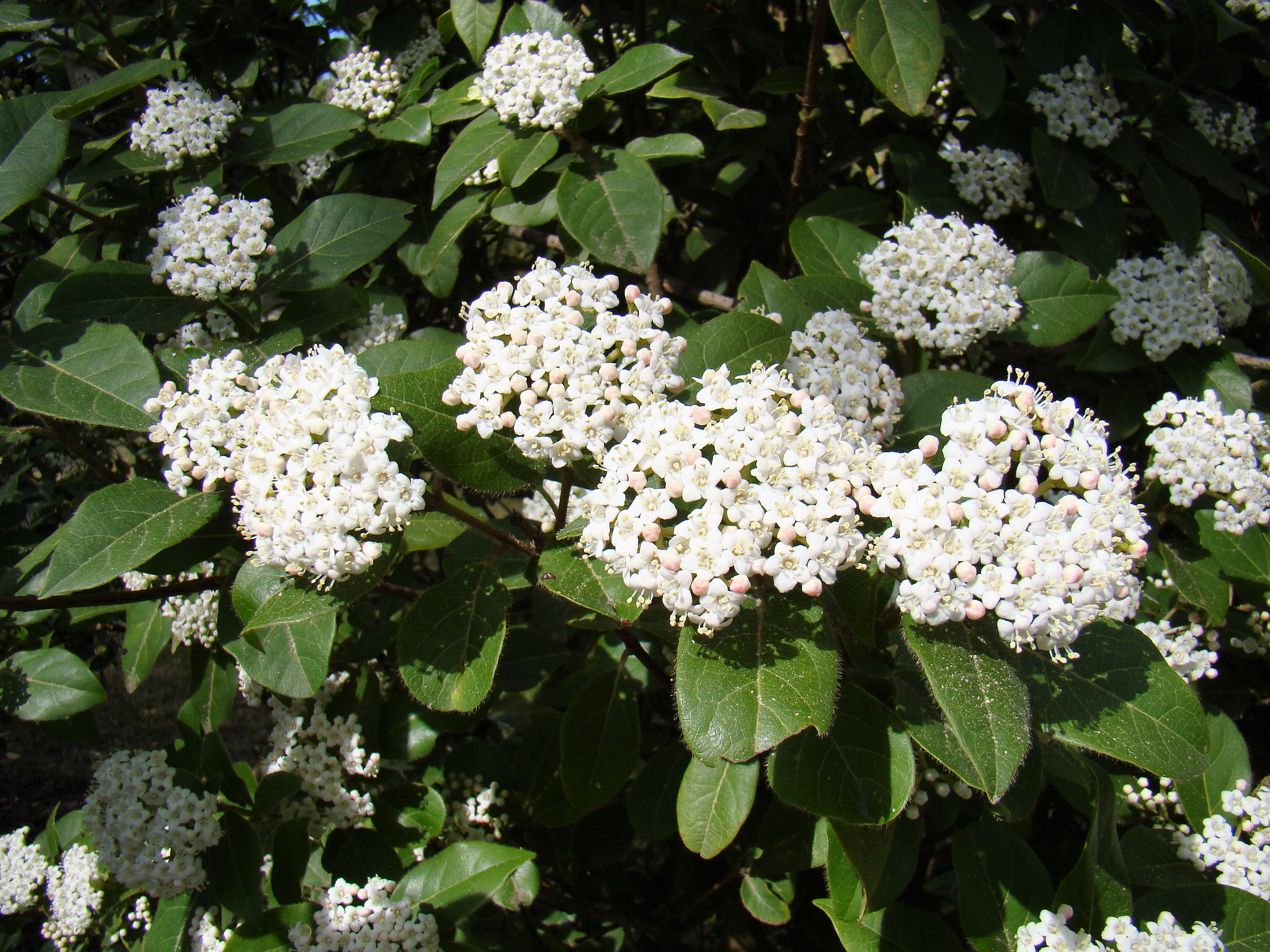
Viburnum tinus (연복초과)
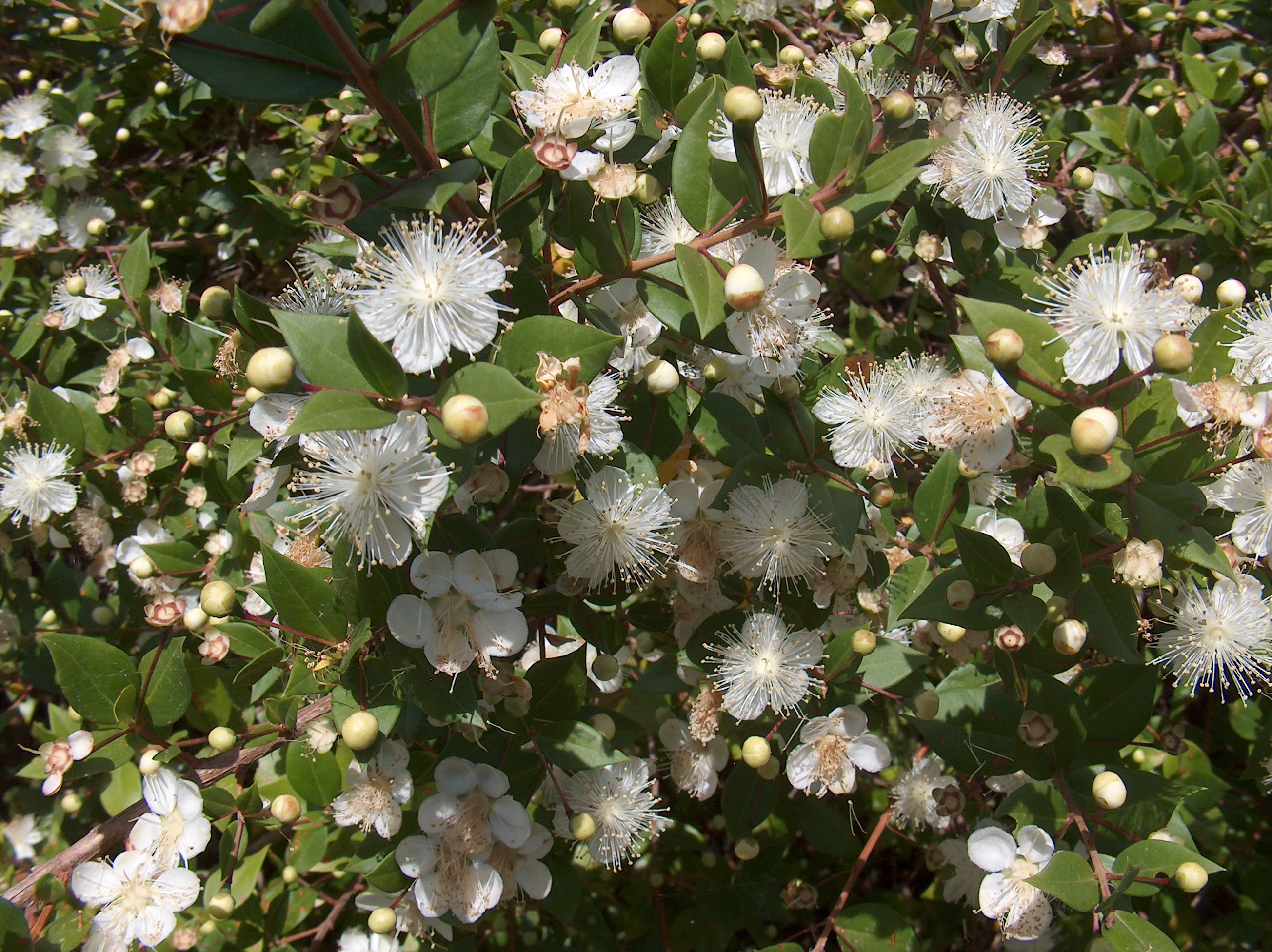
은매화 (도금양과)
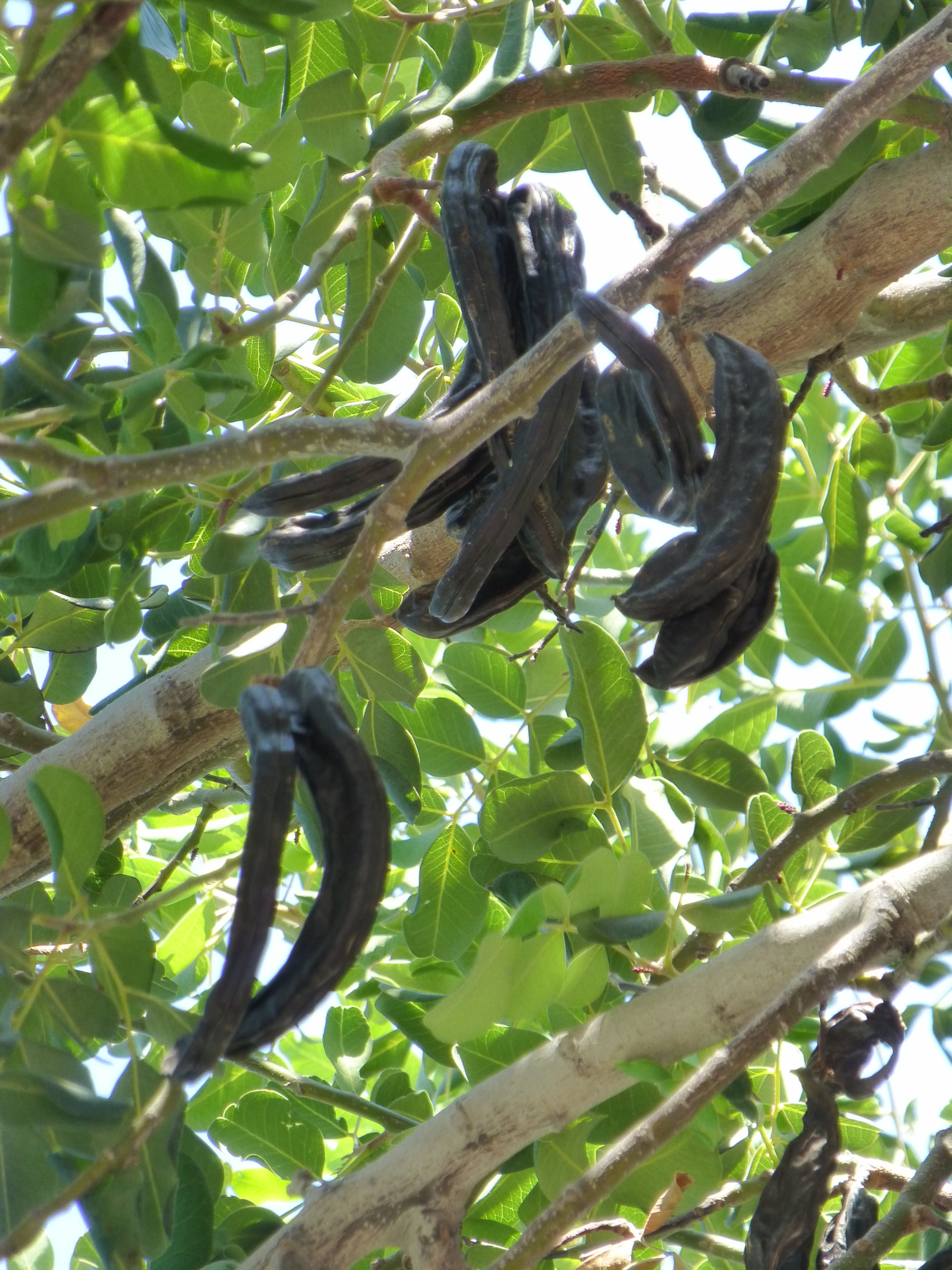
Ceratonia siliqua (콩과)
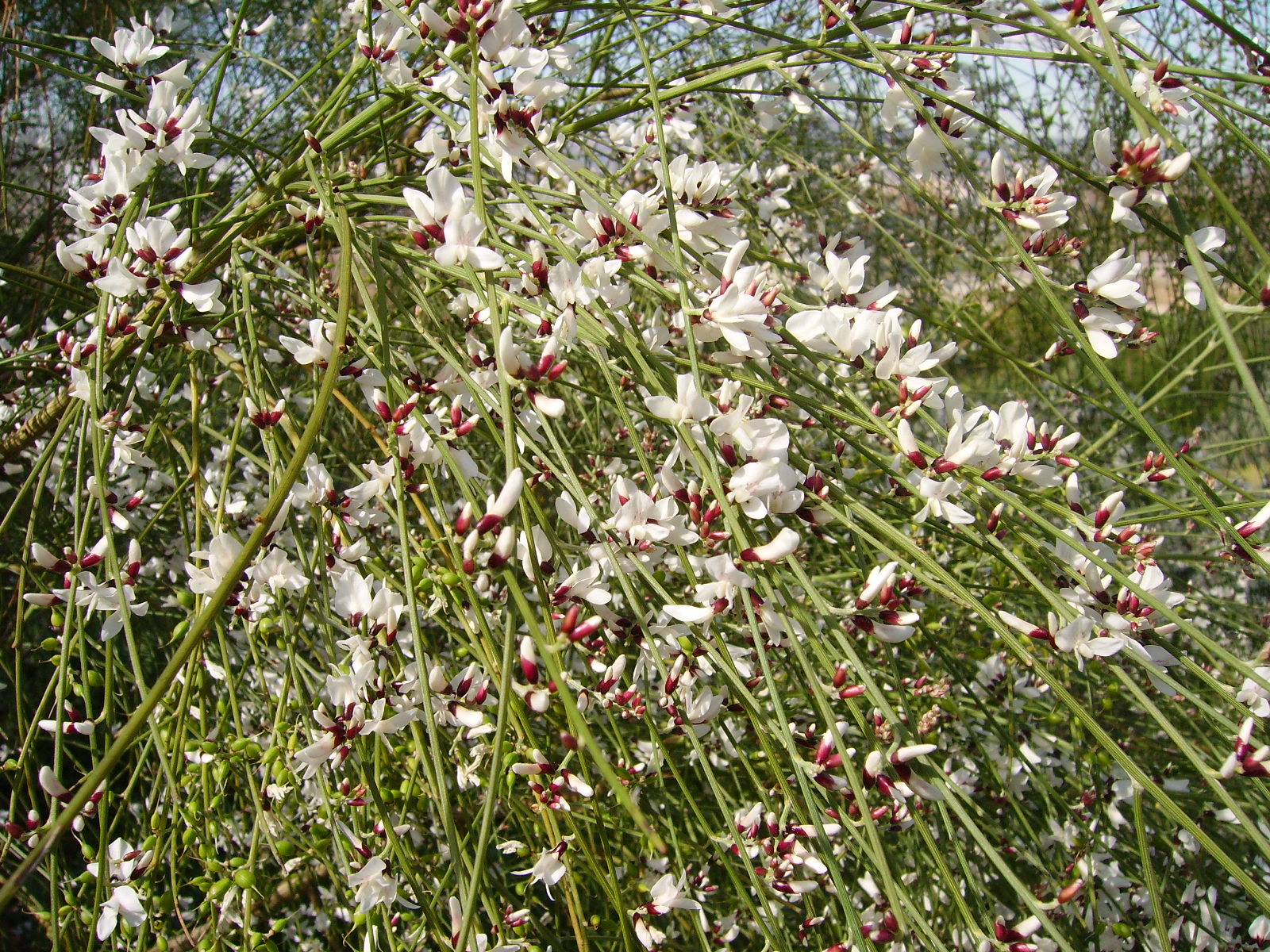
로뎀나무 (콩과)
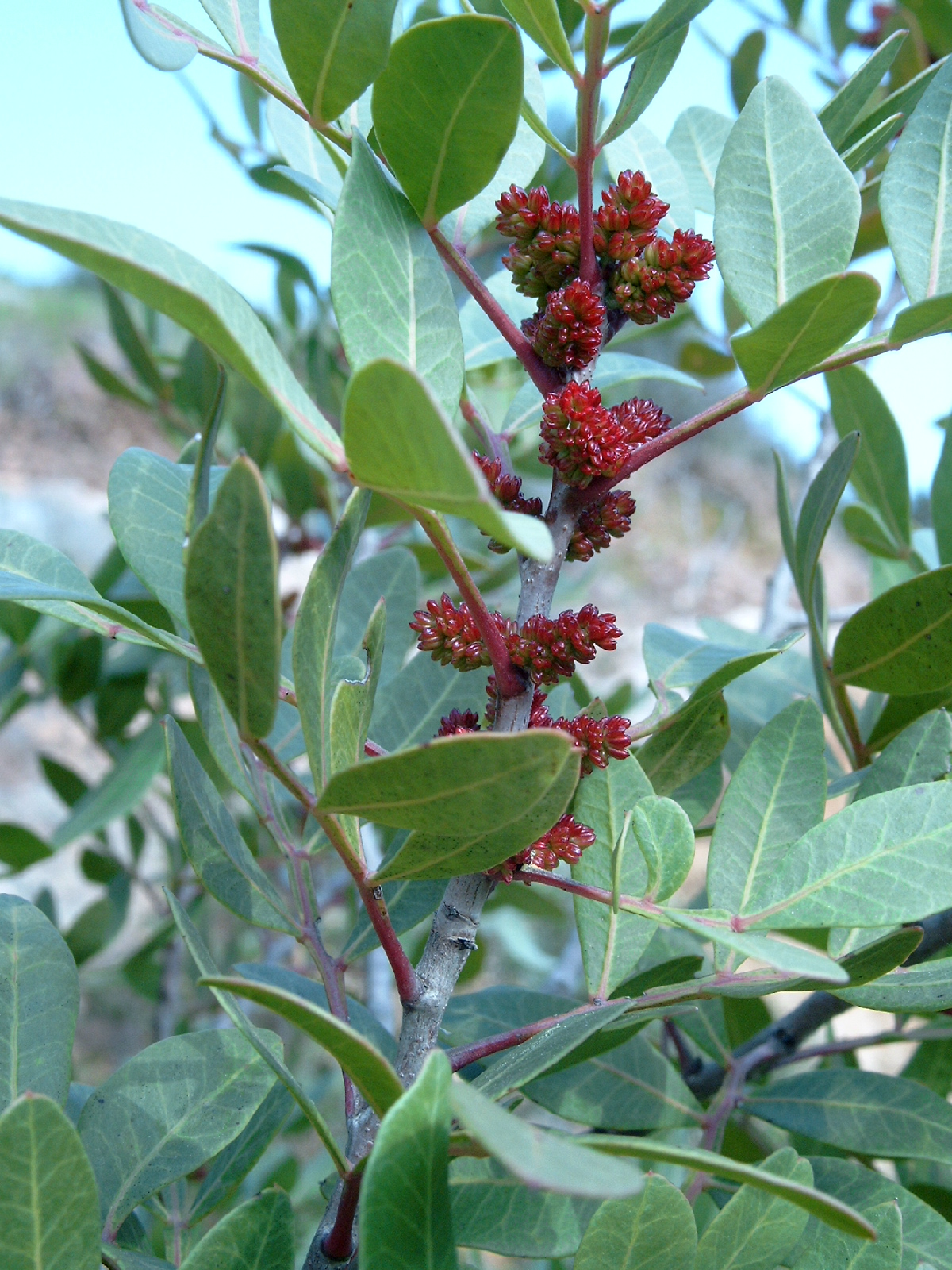
매스틱나무 (옻나무과)
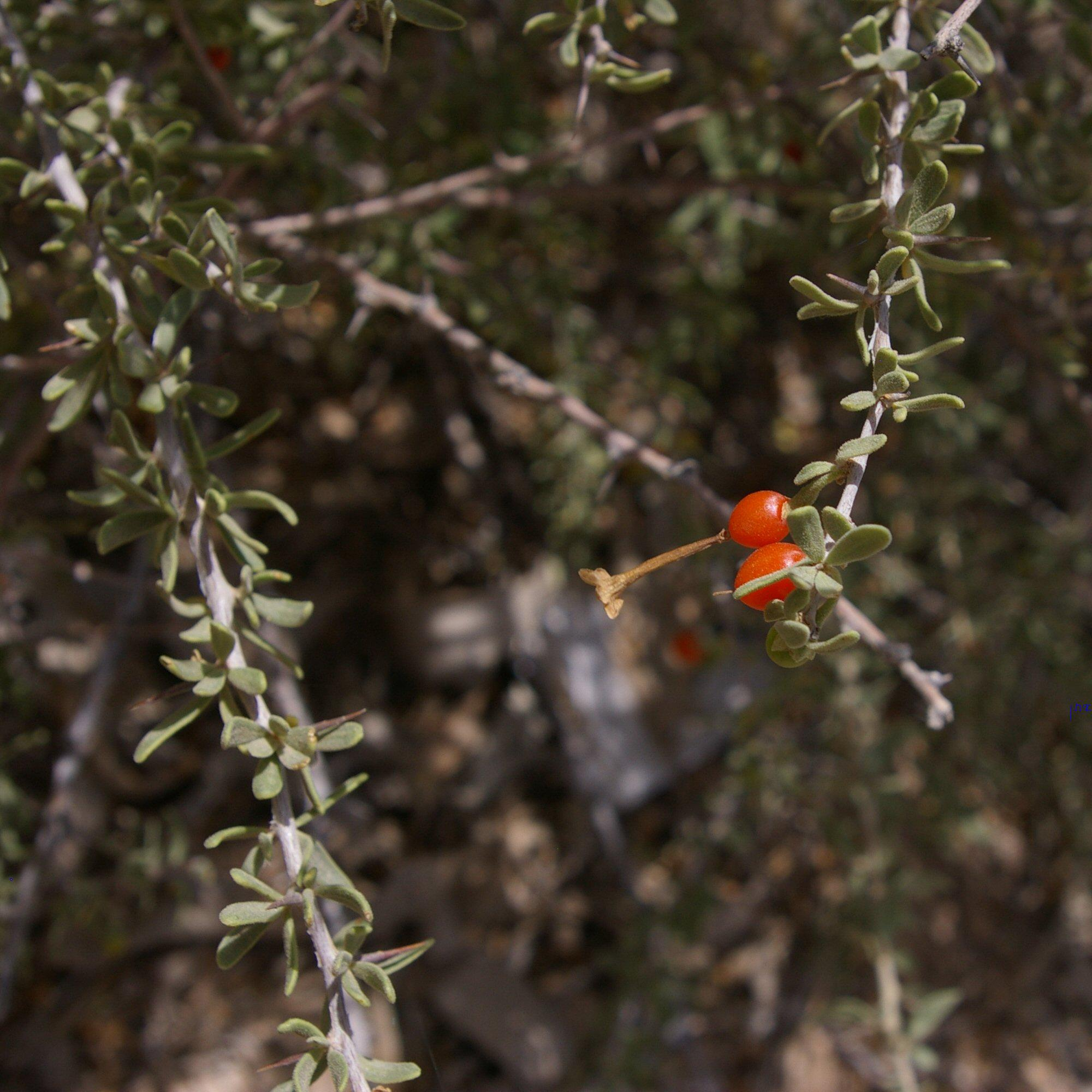
Lycium shawii (가지과)
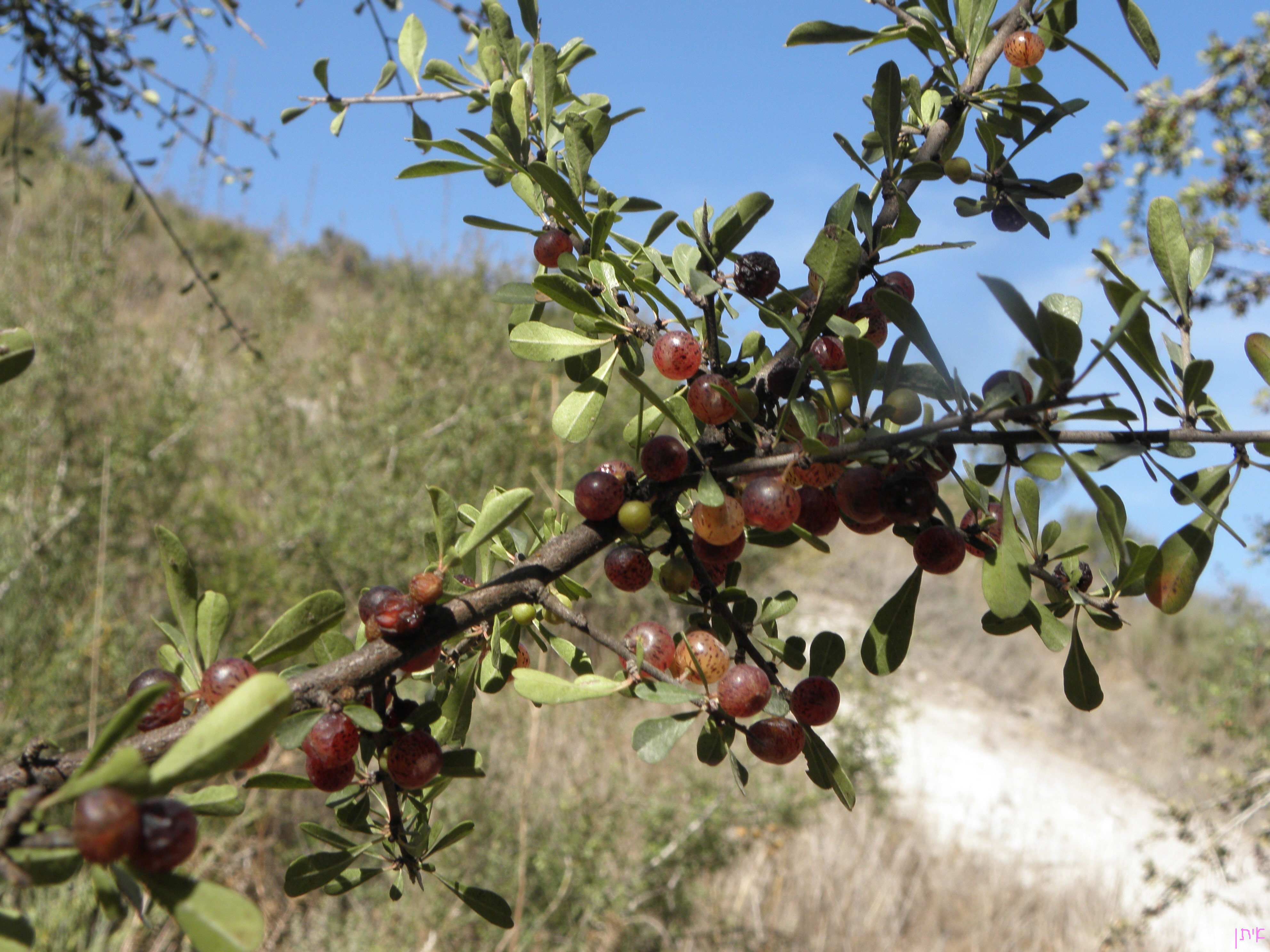
Rhamnus lycioides (갈매나무과)
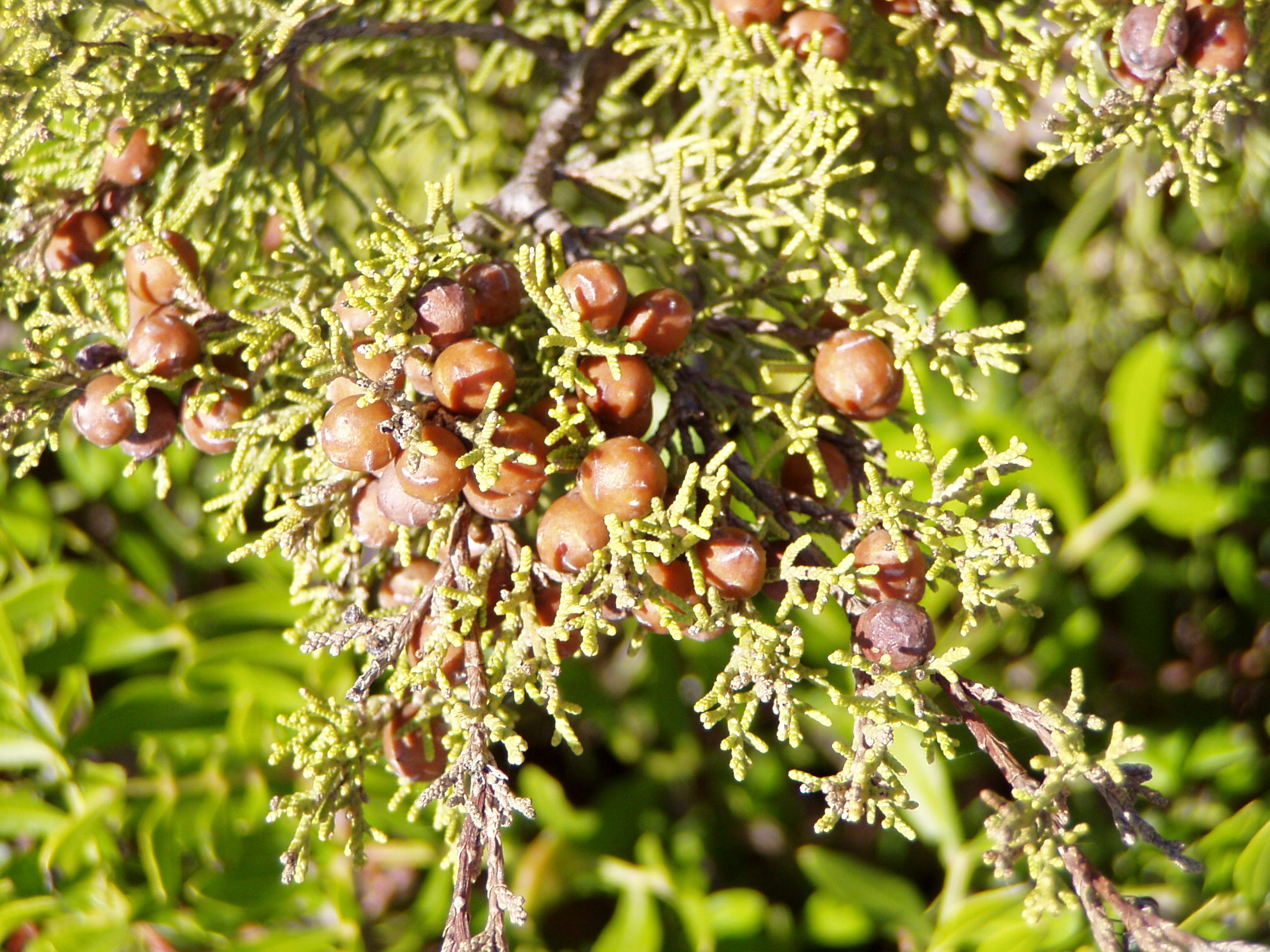
Juniperus phoenicea (측백나무과)
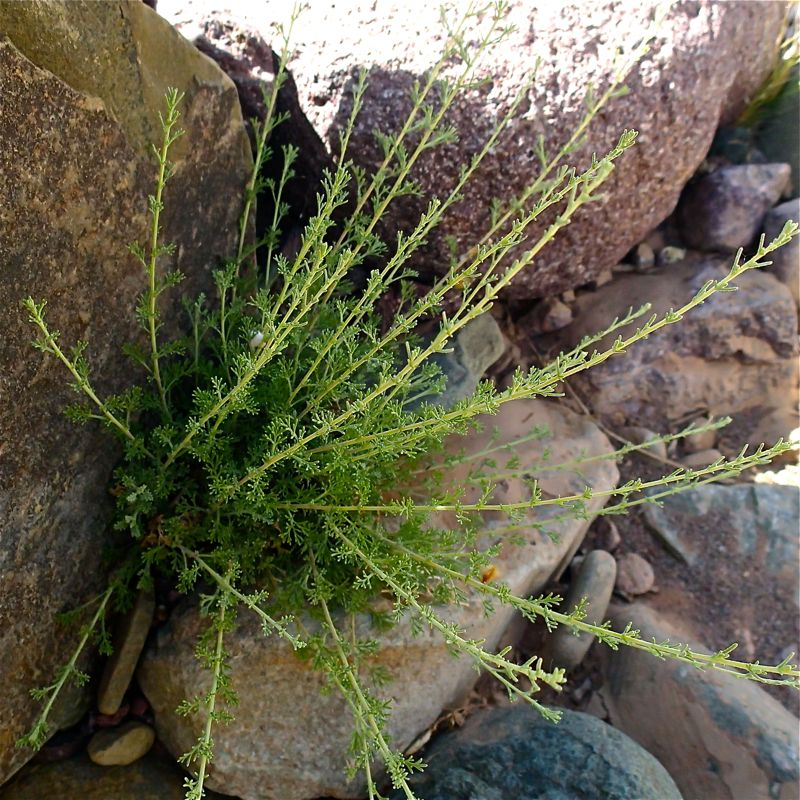
Artemisia herba-alba (국화과)
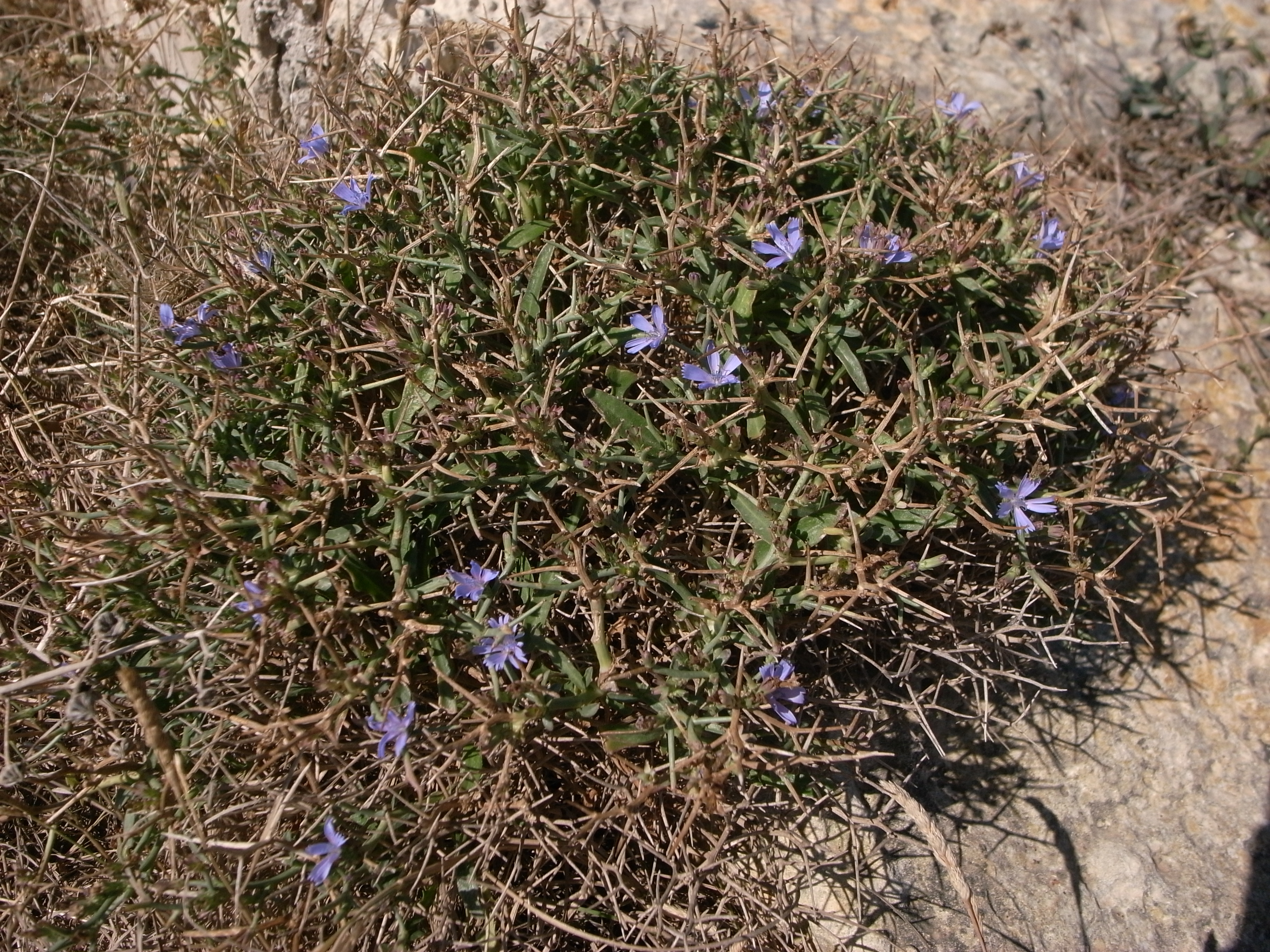
Cichorium spinosum (국화과)
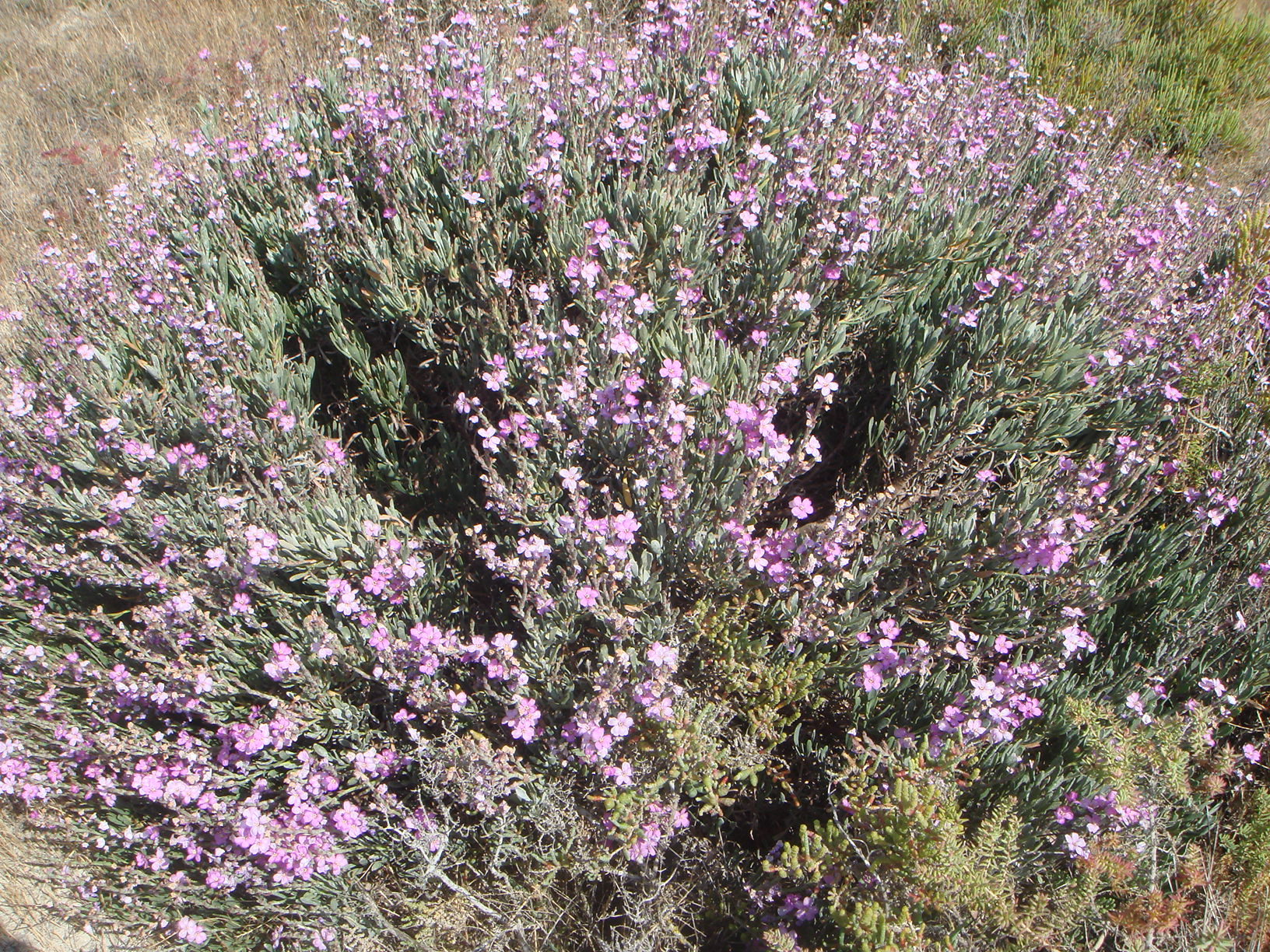
Limoniastrum monopetalum (갯질경과)
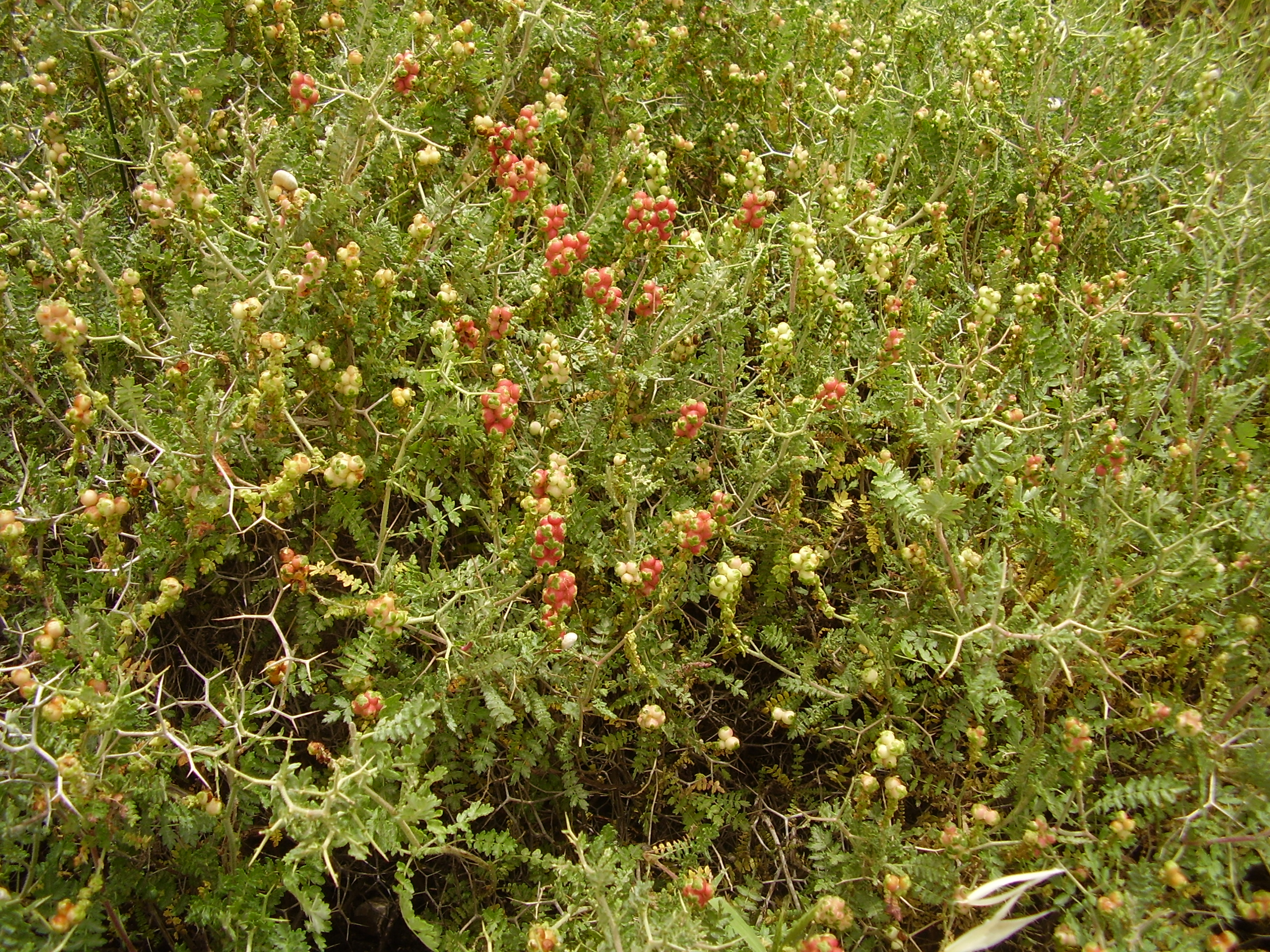
Sarcopoterium spinosum (장미과)
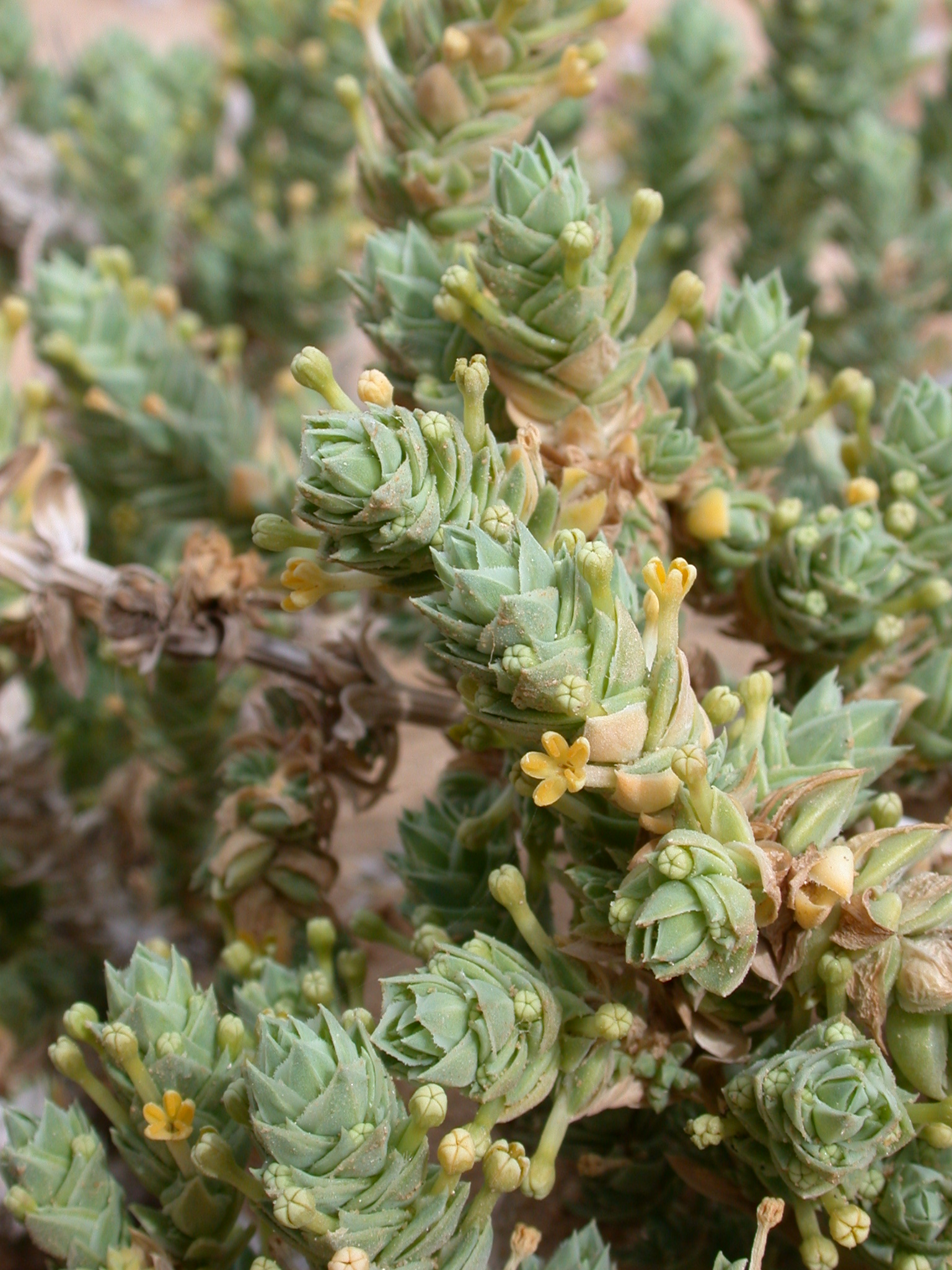
Crucianella maritima (꼭두서니과)
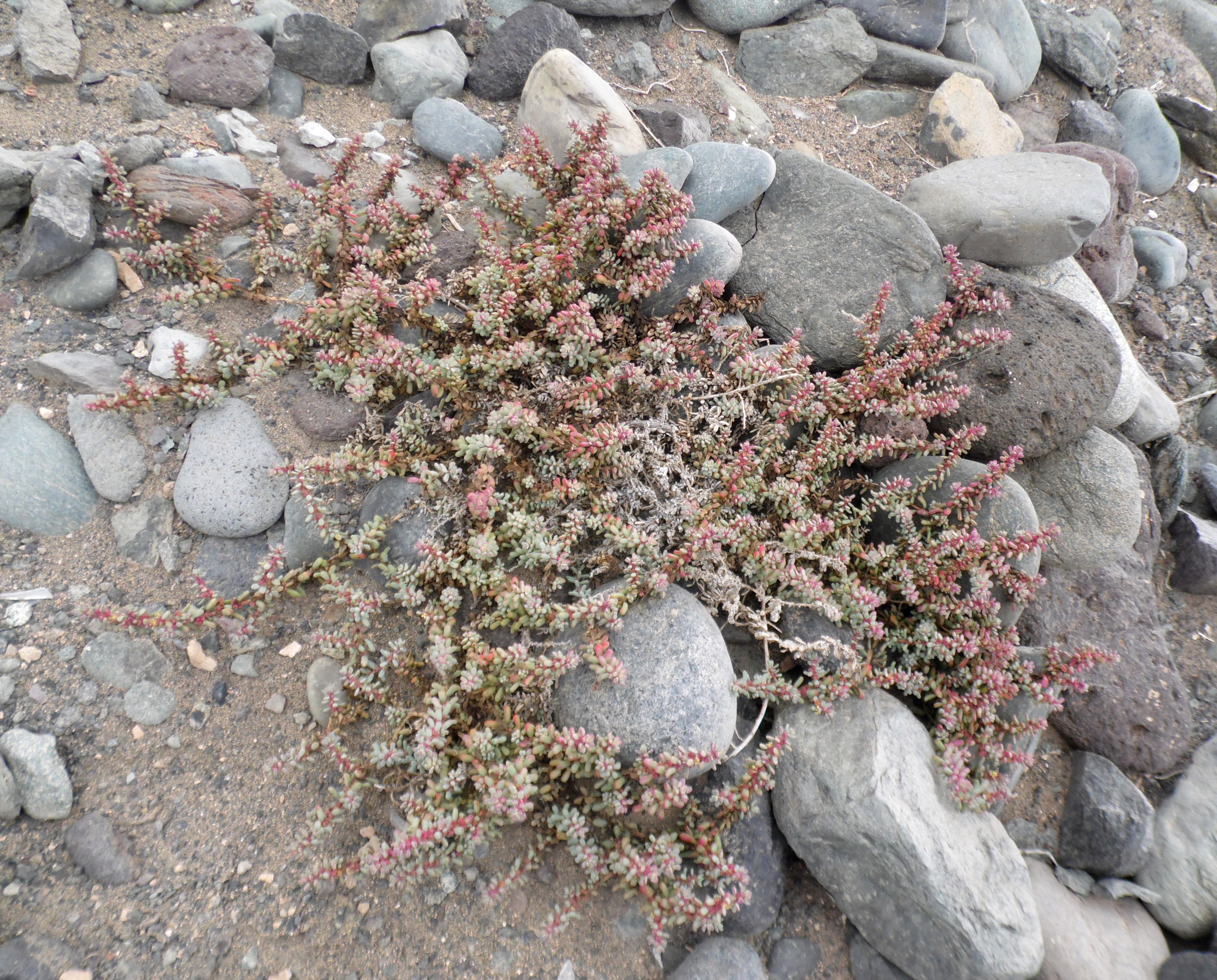
Suaeda vermiculata (비름과)
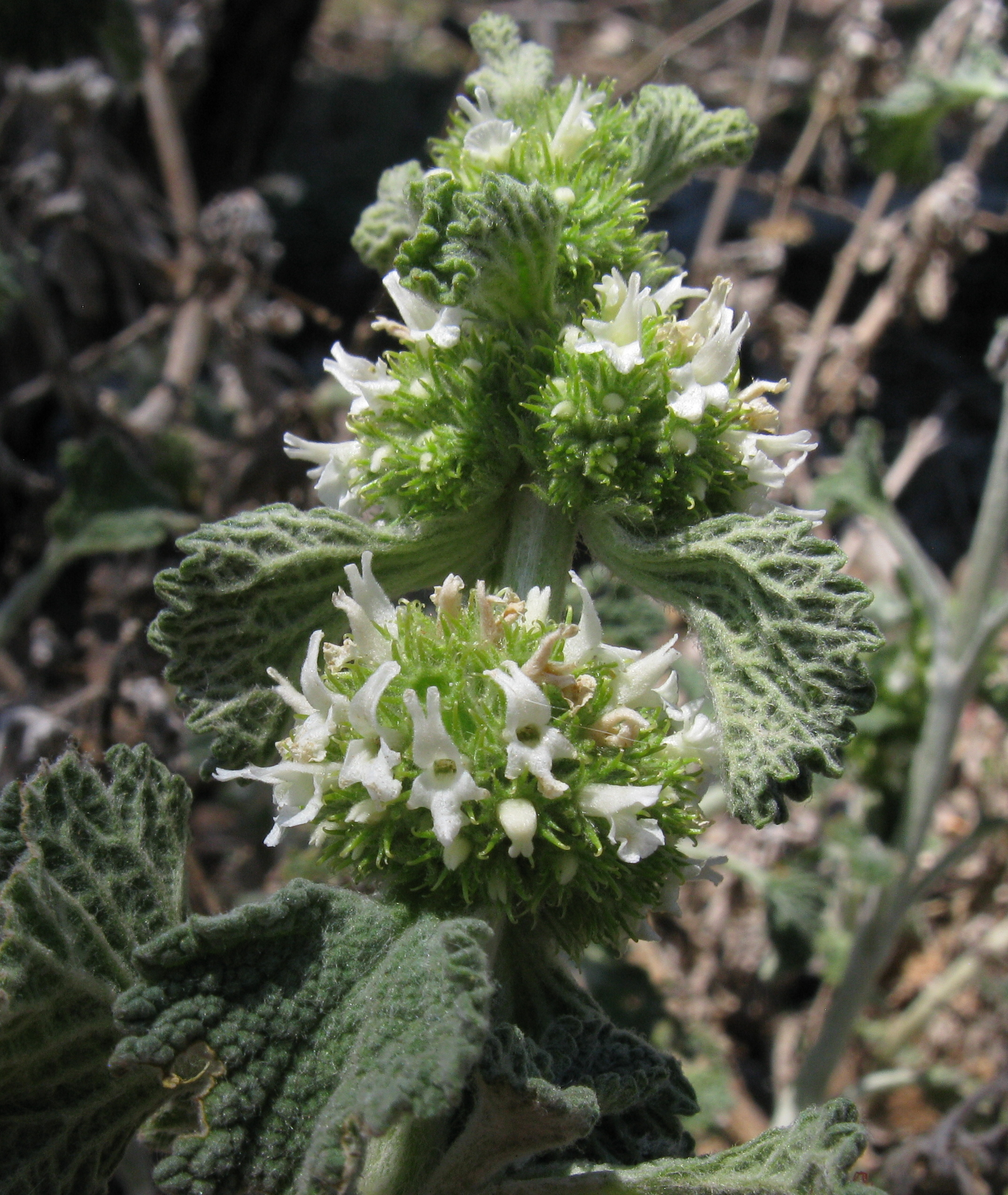
Marrubium vulgare (꿀풀과)
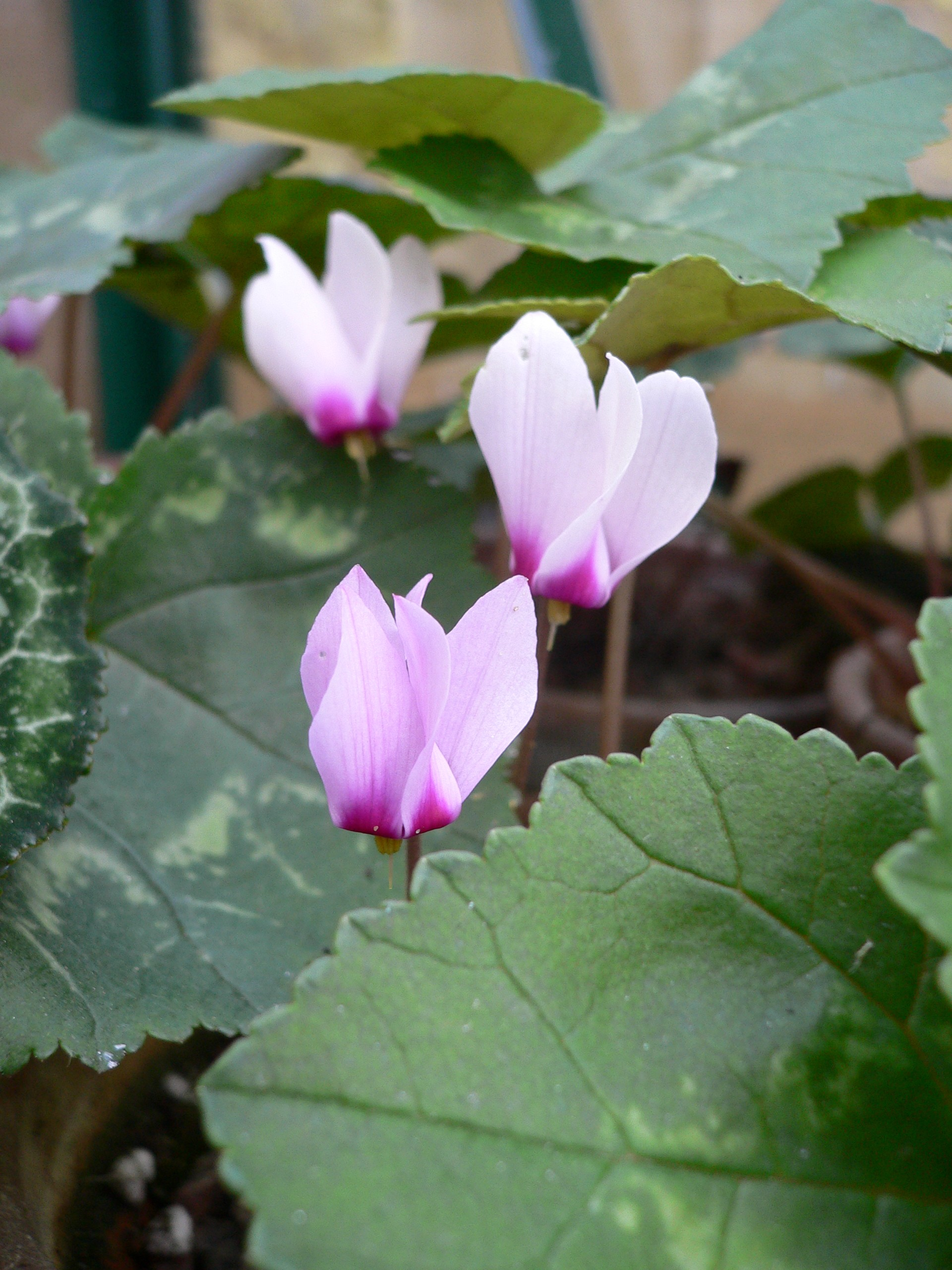
Cyclamen rohlfsianum (앵초과). 고유종
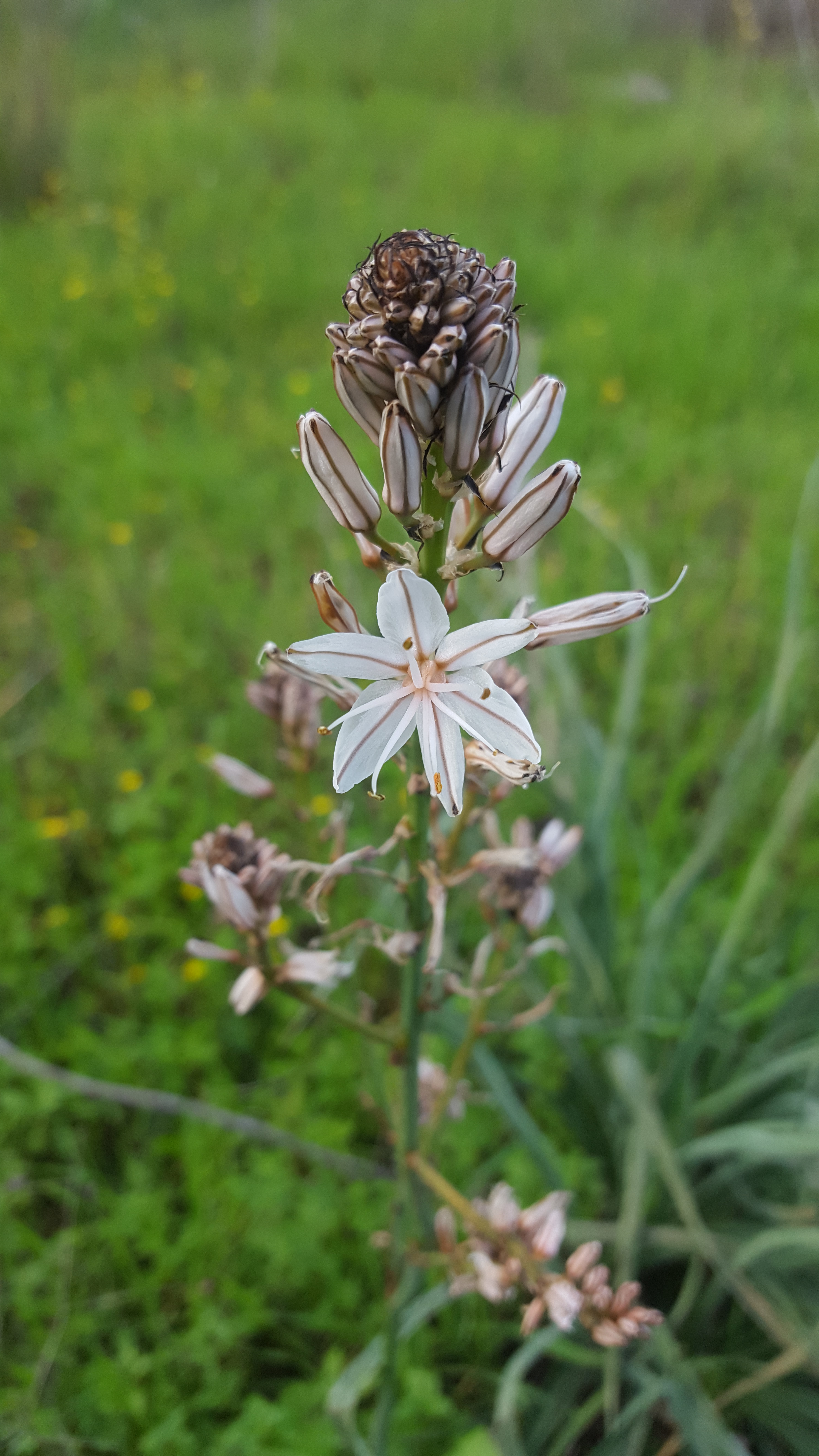
Asphodelus ramosus (아스포델루스과)
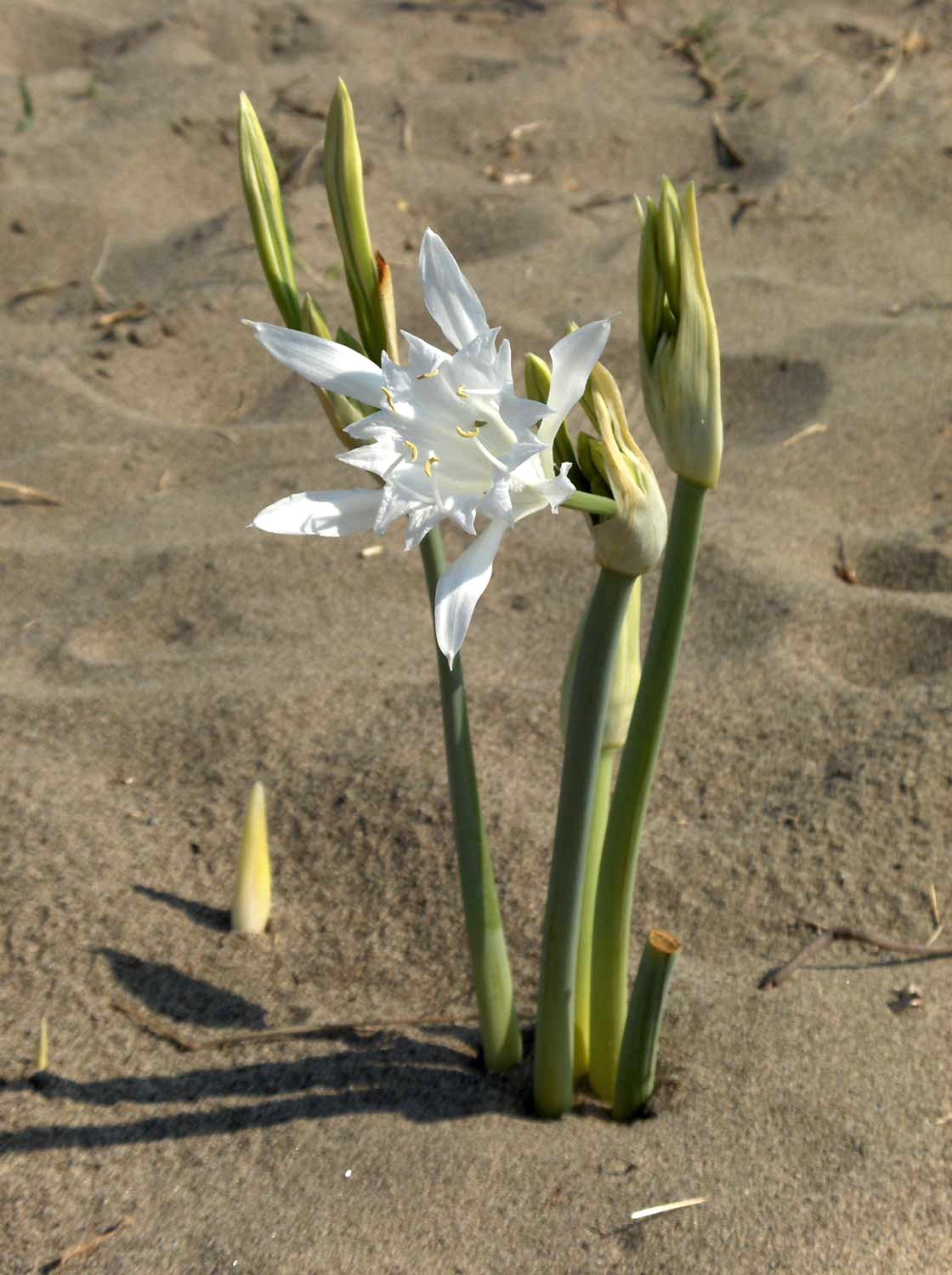
Pancratium maritimum (수선화과)

### 동물상

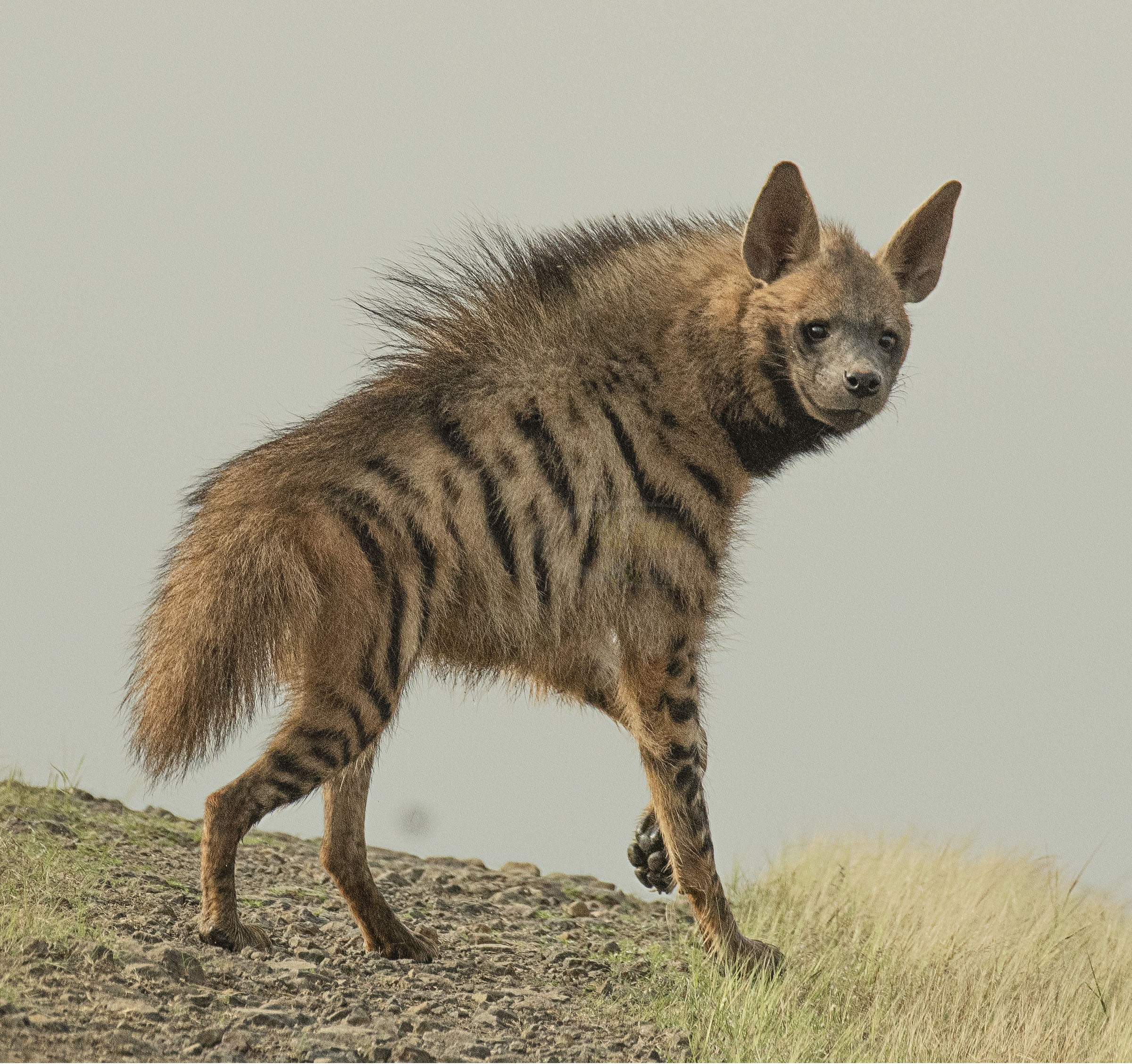
줄무늬하이에나 (Hyaena hyaena)
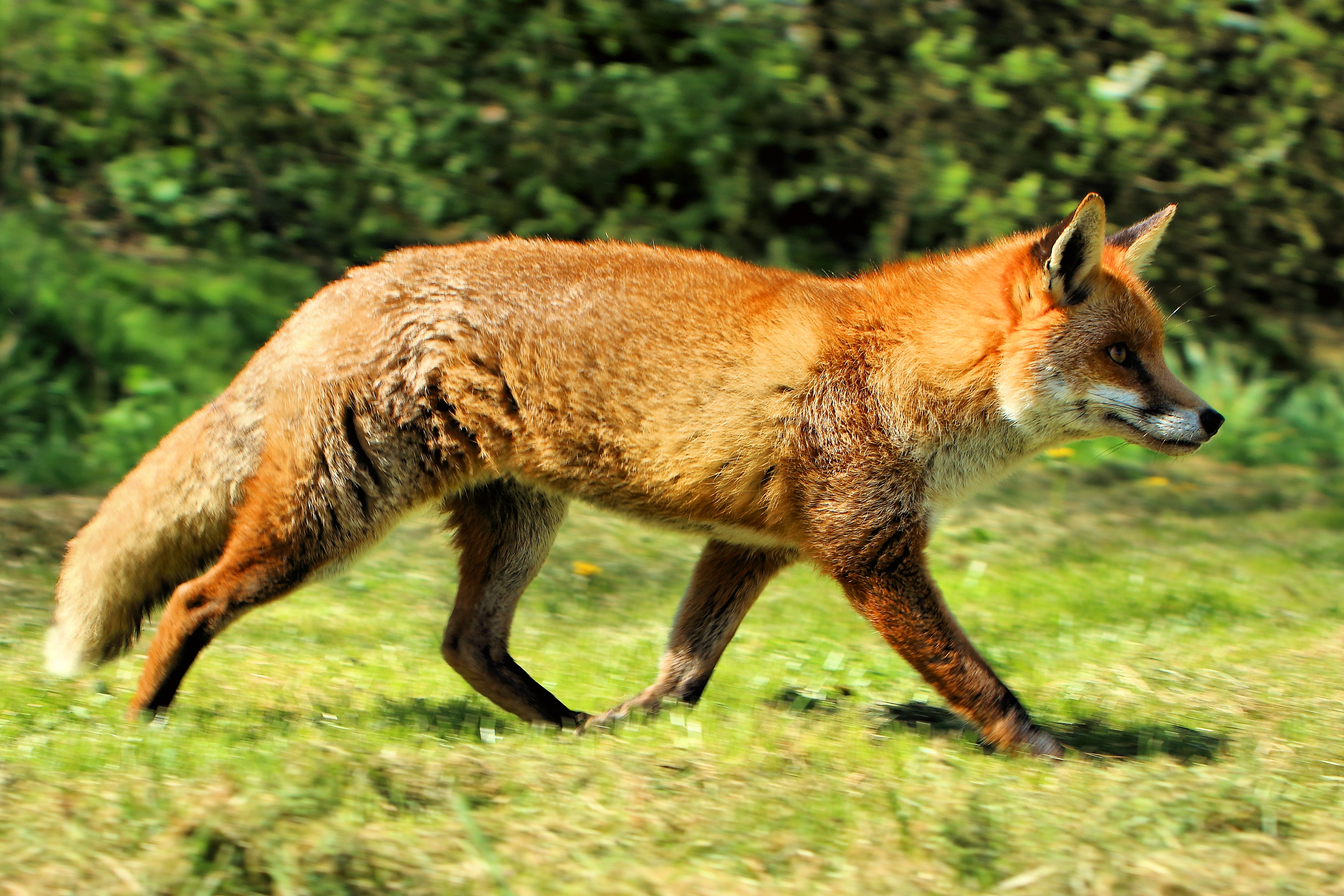
붉은여우 (Vulpes vulpes)
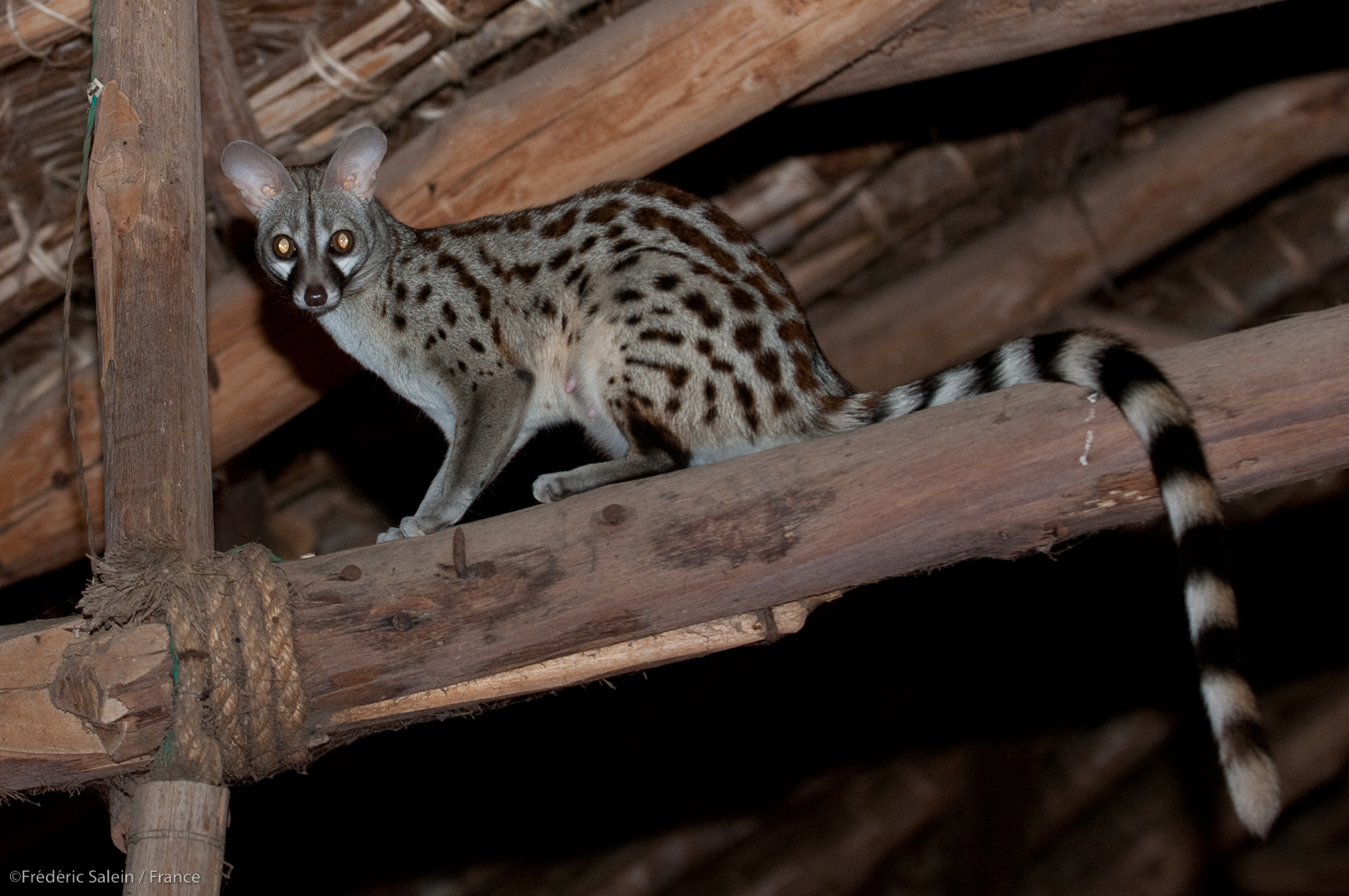
유럽제넷 (Genetta genetta)
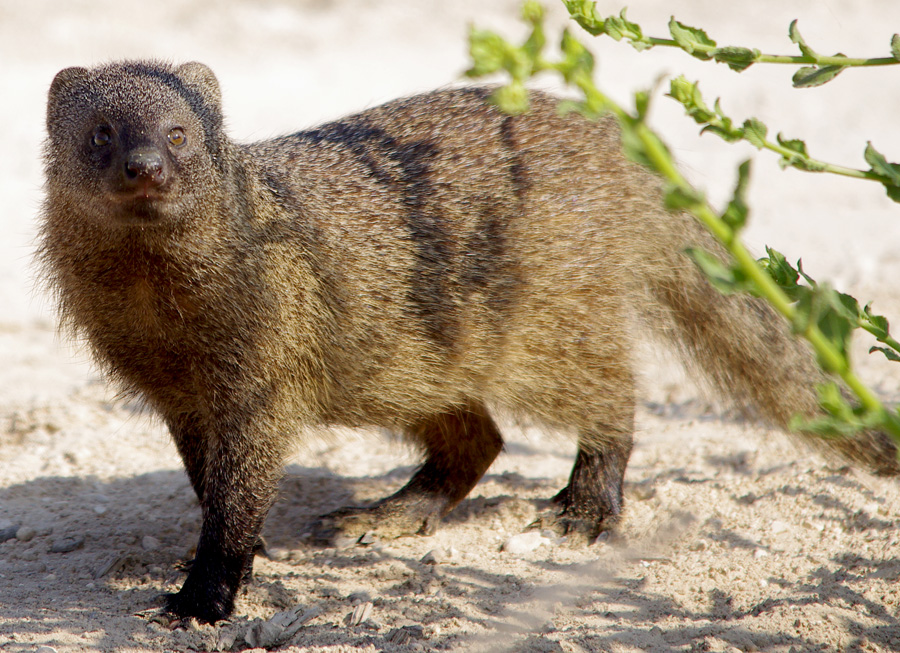
이집트몽구스 (Herpestes ichneumon)
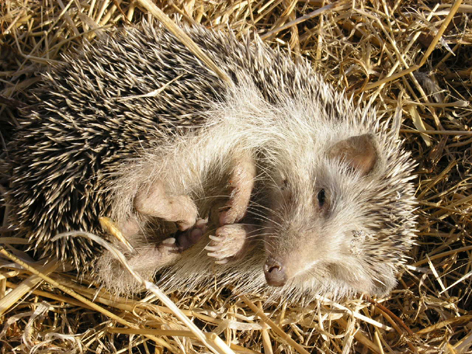
북아프리카고슴도치 (Atelerix algirus)
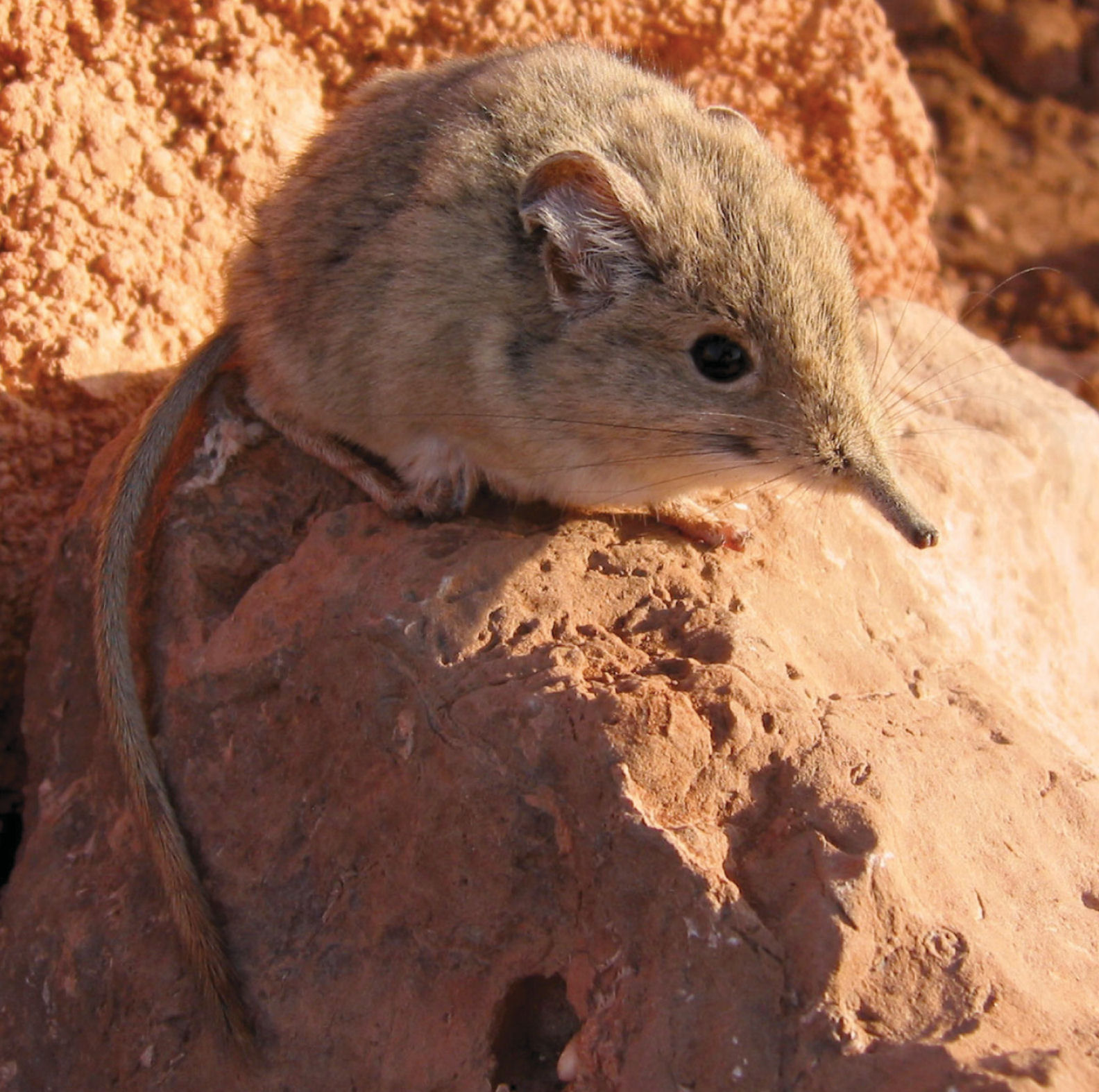
북아프리카코끼리땃쥐 (Petrosaltator rozeti)

## 같이 보기
- 지중해 건조림 및 스텝 – 낮은 고도
- 지중해 삼림 – 높은 고도